# F-16戰隼戰鬥機

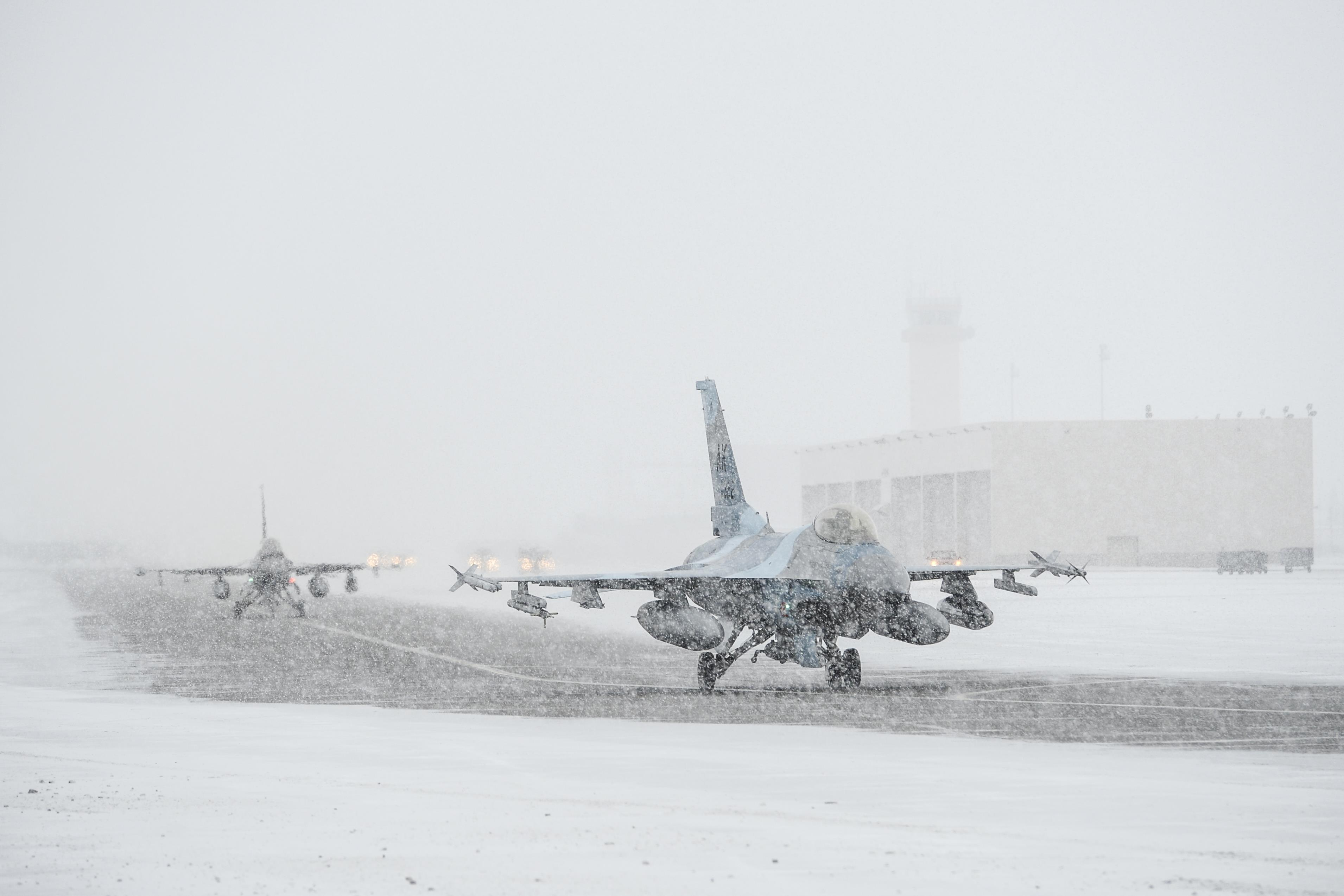
美國空軍第18假想敵中隊部署在阿拉斯加州艾爾森空軍基地的F-16C/D Block 30戰鬥機

F-16「戰隼」（英語：General Dynamics F-16 Fighting Falcon）是由通用動力公司（現洛克希德·马丁）研製的戰鬥機，基於美軍的「輕型戰鬥機計畫」（英語：Lightweight Fighter、LWF）從事開發，起初設計為一款制空戰鬥機，用以輔助美國空軍主力戰機F-15形成高低配置，服役後在幾度追加機能下成為一款多用途戰機，是產量最高的第四代戰鬥機。
F-16的優異性能與相對低廉的價格是其在外銷市場成功的原因，亦是第四代戰機中產量最高的機種，累計已生產超過4,604架。儘管來自美軍的訂單已生產完畢，但外銷市場仍促使其持續量產至今。強勁的銷量也為F-16的後續升級帶來利多，進而在服役多年後依然發展出如F-16E/F、F-16V標準等達到四代半戰機性能的機型。
F-16的原始設計來自越戰經驗，強調視距內纏鬥能力，採用了部分首次投入於量產機的技術：整合了RSS及線傳飛控的控制系統，也是美国首款有能力进行9G过载机动的噴射戰鬥機。儘管F-16的官方名稱是「戰隼」，但飞行员以1978年的電視劇《星際大爭霸》中登場的毒蛇星際戰鬥機之名，為其取了「毒蛇」（Viper）的綽號，而Viper目前也成為原廠採用的官方名稱。

## 歷史

### 發展

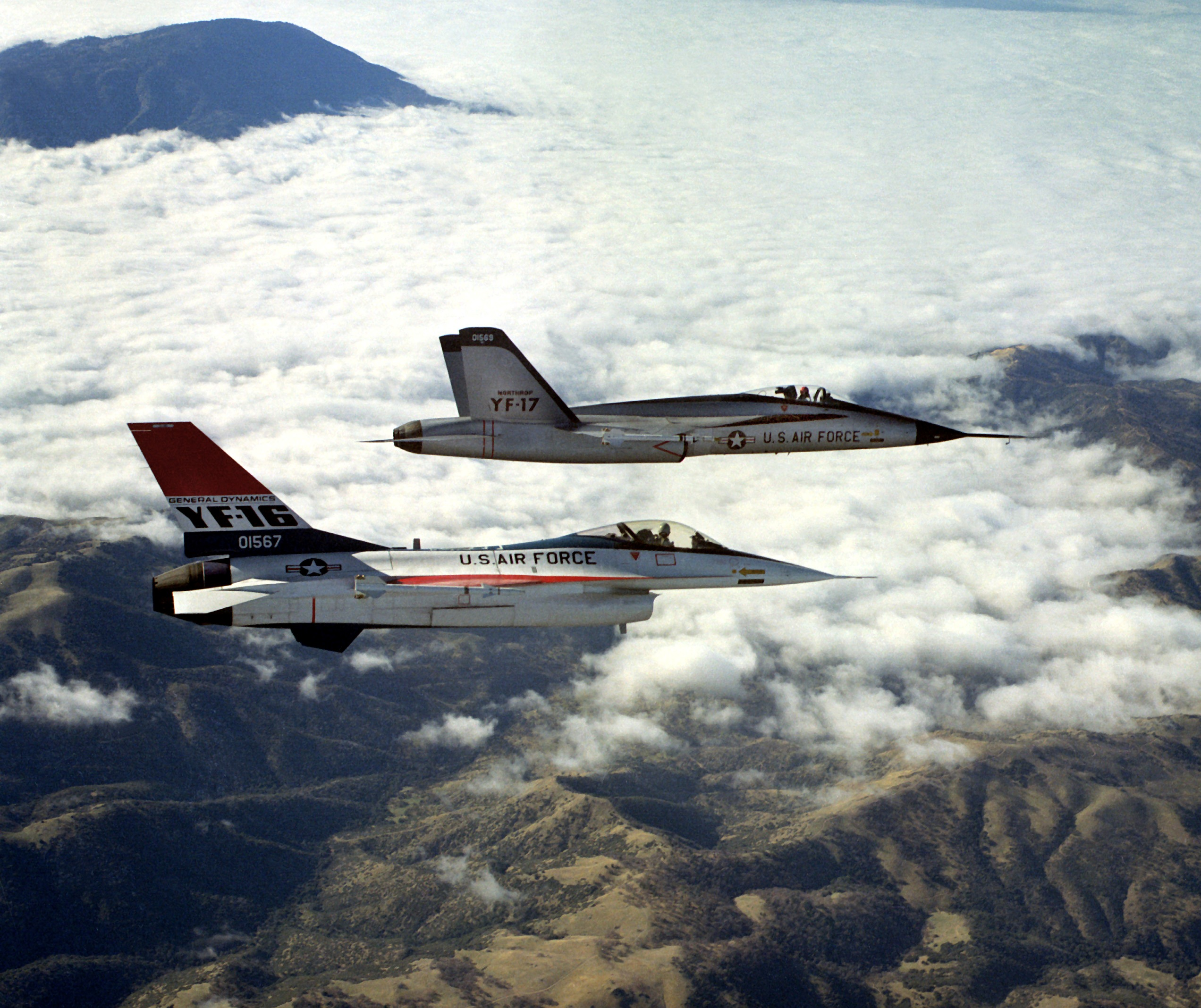
YF-16和YF-17測試機，各自配備AIM-9響尾蛇飛彈

F-16的誕生始自於1974年美國國防部提出的一份性能要求書。由於F-4在越戰時的空戰表現不佳，特別是在近距離纏鬥的情況下，因而催生出F-15。有一群相當有影響力的人被稱為戰機黑手黨，其中包括系統分析師皮爾·史百瑞（Pierre Sprey），試飛員查理·邁爾斯（Charles E. Meyers）和飛行教官約翰·包伊得（John Boyd）等人，認為F-15的研發方向並不正確。他們批評F-15的體型太大而且成本太高。戰機黑手黨主張應該要研發一種具備極高運動能力的輕型戰鬥機，同時採購成本低廉，能夠大量部署。這些特性也就成為1971年開始進行的輕型戰鬥機計畫。
輕型戰鬥機以敏捷性為最高原則，其規格為一架標準空戰重量為20,000磅（9,100）的設計，這個重量僅有F-15的一半。此外非常強調低成本，小體型，航程遠，以及机動性，包含迴轉率和加速率，但是不必追求高速。這架飛機的最佳操作環境是在低於1.6馬赫和40,000英尺（12,000）以下的高度。兩家公司在概念設計階段脫穎而出：通用動力的YF-16與諾斯羅普公司的YF-17眼鏡蛇式。
輕型戰鬥機計畫在美國空軍當中遭遇非常大的反對聲浪，主要原因在於它會成為與美國空軍最主要的F-15戰鬥機互打擂台的計畫。為了減少阻力，這個計畫更名為空戰戰鬥機（Air Combat Fighter，ACF）計畫。美国空军需要一种比较便宜的轻型近戰战斗机对抗冷战对手苏联在数量上的优势，与昂贵難以大量生產的F-15形成高低档次配合。在此同時，比利時、丹麥、荷蘭、挪威4個國家在尋找替代F-104星式戰鬥機的新一代戰鬥機，他們共同組成「多國戰鬥機計畫組」（Multinational Fighter Program Group，MFPG）以尋找適當的候選機種。參與空戰戰鬥機計畫競標的兩架原型機都被他們列入考慮，同時在名單上的還有法國達梭的幻象F1與瑞典SAAB的SAAB 37 雷式戰鬥機。美國海軍在這個階段也開始以艦載戰鬥攻擊試驗機計畫為名尋求一款低成本機種，以便輔助F-14雄猫這種價格不菲的艦載戰鬥機。美國國會指示美國海軍必須與空軍的空戰戰鬥機計畫選擇同一個機種。當艦載戰鬥攻擊試驗機逐漸演變為一款多用途的飛機時，這項需求也被加入空戰戰鬥機的設計規範當中，以避開與F-15計畫的正面衝突，而且华约方面优势的装甲集群也需要加强对地攻击能力。这是与战机黑手党的梦想相违背。

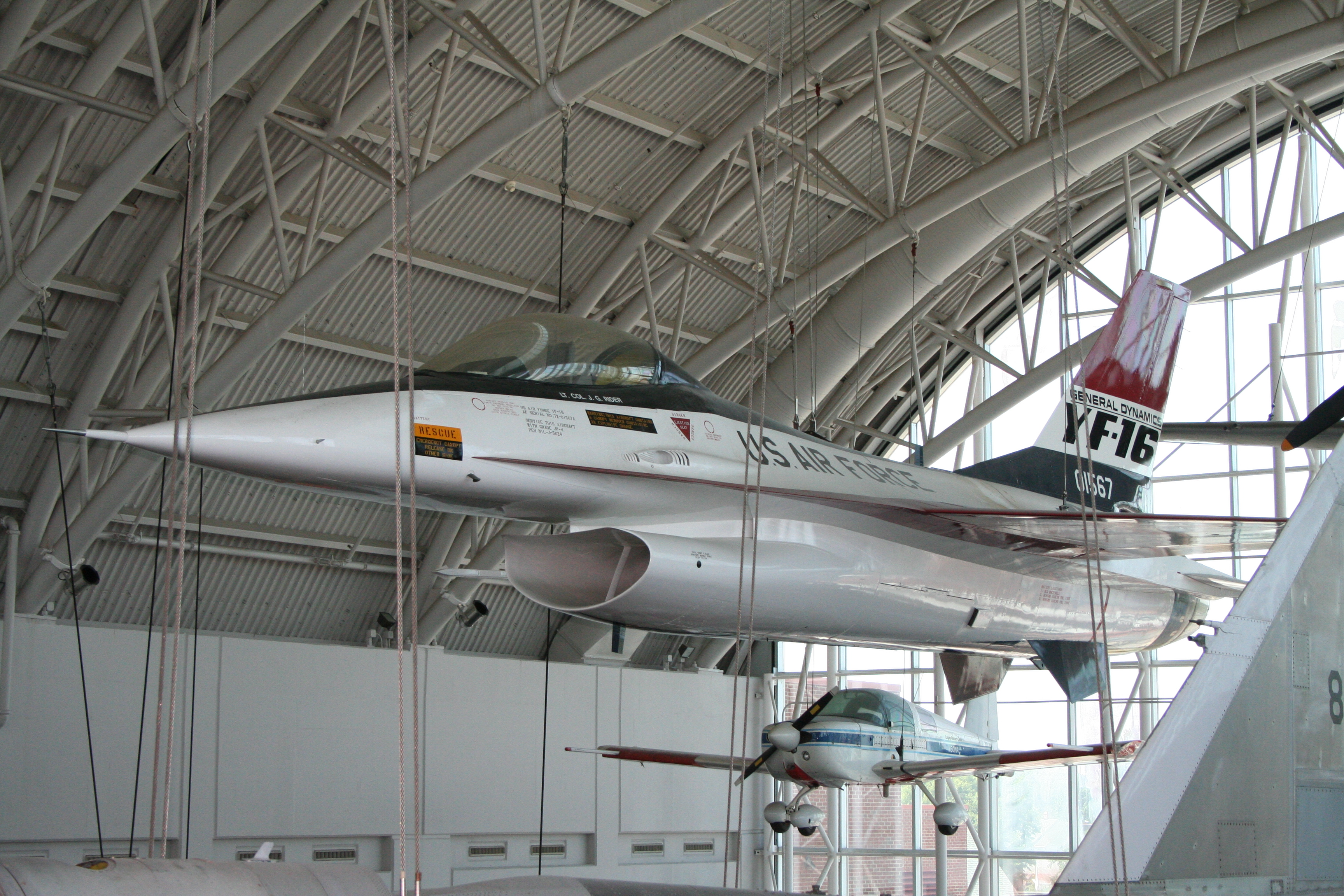
YF-16原型機在弗吉尼亞州漢普頓的弗吉尼亞航空航天中心展出

在1975年1月13日，美國空軍在空中戰鬥機的競賽中選擇了YF-16，因為它提供更好的效能，而且承諾可以以較便宜的成本製造和維護。它也是用和F-15一樣的F100引擎，而F-16的支持者相信這會幫助他們的計畫。另外也有政治的考量，想要在F-111项目結束後，還能保持與通用動力公司的生意，所以美國海軍選擇了YF-17的設計發展為F/A-18，它的双发动机设计亦符合海军舰载机的较高可靠性要求。这对海洋上空的作战是必要的，因為海军舰载机在海洋中只有航艦作为基地。若采用单发动机的战斗机，一旦发动机故障，战机很难保证生存。所以强调要以双发动机保证可靠性，而美国空军主要在陆地上空作战，没有如此要求。
這架飛機也提供給北約組織的成員。在1975年巴黎航空展中首次對國際展示時，表演了8G的持續旋轉。MFPG的成員國允許通過名為「和平十字軍」（Peace Crusade）的海外軍售計劃購買348架，并将數個部件生产分包給他們，在荷蘭及比利時完成總裝。

### 生產
第一代F-16有兩個次型：A（單座）和B（雙座）。F-16首次試飛是在1976年12月，1979年月給首次移交第388戰術戰鬥機聯隊服役。在同一個月份，比利時空軍也收到他們訂購的第一架F-16。F-16是第一個同時被佈署在國內和海外的美國戰機。B型主要擔負訓練任務，以加大的座艙來容納第二名飛行員，同時也減少燃料和航電未來成長的空間。一般而言學生都是坐在前方的駕駛艙。
在1980年代，F-16A/B被改善航電與發動機的F-16C/D取代。F-16在生產歷史中持續的升級。批次的改變反應了重大的升級，其中F-16A Block 10的機身空重從15,600磅成長到F-16C Block 50的19,200磅。
F-16很快的受到許多國家的注目，並且成為購買戰機的首選之一，而F-16也外銷到中東、歐洲、亞洲的美國盟邦，故有「國際戰鬥機」之稱。由於數量龐大，F-16參加過眾多的衝突，大部分都是在中東地區。在1981年，8架以色列F-16A參與了代號巴比倫行動的一場作戰任務，摧毀伊拉克位於巴格達近郊的奧斯拉克（Osirak）核子反應爐。之後的幾年，在入侵黎巴嫩時，以色列的F-16與敘利亞戰機在眾多場合中交戰只有被擊落一架的紀錄。F-16於之後也用於攻擊在黎巴嫩的地面目標。在1991年的海灣戰爭中，聯軍的F-16也參與了攻擊伊拉克的任務。
後來因為九一一事件爆發，美國小布希政府為了對付基地組織與其勾結的阿富汗塔利班政權，開始發動在阿富汗的軍事行動；而美國的F-16則被派遣到阿富汗、巴基斯坦、吉爾吉斯、塔吉克與烏茲別克等國的基地。
美國空軍現役的F-16主要是第40/42和50/52批次的F-16C。而第25和30/32批次的飛機已經被移轉到美國空中國民兵的旗下各單位。
忠實僚機計劃
美國在2017年4月10日完成了F-16有人機與人工智能無人機協同對地作戰的忠實僚機計畫，測試中，由一架實驗型F-16無人機作為僚機，一開始先跟有人的隊長機編隊飛行，接著被隊長機指派進行對地攻擊，攻擊任務完成後，再回到隊長機身邊。這些功能與洛克希德馬丁的自動防撞系統相關聯，以確保F-16有人機與無人機之間的安全與協調。此外，這架F-16無人機在空對地的作戰任務部份，必須在無人類即時指示的狀態下，自主對環境中動態改變的威脅狀況作出各種反應。
忠實僚機計畫的下一步可能就是要挑戰更高難度的空戰纏鬥，在這個領域，F-16等有人戰鬥機本來設計最終還是要考量人類抗G力的生理極限，空戰的飛行技巧有限度，然而給AI開飛機，飛行動作可以更為極端，這樣一來，可能也會有非常高的存活率，然而，人工智能對於視覺辨識、視距內、紅外線訊號解讀、視距外的雷達訊號的解讀等等，都會是更複雜的考驗，如果未來這方面也開發成功的話，將意味著未來單單一個飛行員，一次出航，將會擁有更多的攻擊能量（有人機加上無人機的彈藥總和）。
Have Glass 長期改進計劃
由於美國空軍早已放棄其曾經計劃的「全隱身作戰部隊概念」，並且F-35的採購進度比原先預期的要慢很多，因此提到傳統戰機的效能已成為當務之急。所以，美國空軍將在未來幾十年繼續依賴F-16，如果它們要盡可能地發揮實用性和生存能力，那麼他們就需要盡可能地隱身。而F-16受益於一項名為「Have Glass」的長期改進計劃，通過處理、升級，尤其是表面塗層和邊緣處理應用於現有設計，以降低其雷達橫截面（英語：Radar Cross Section, RCS）。第一階段，「Have Glass I 油漆方案」，包括在金色駕駛艙頂蓬上添加氧化銦錫層。而第二階段，「Have Glass II 油漆方案」主要應用於F-16 CM /DM Block 50/52 野鼬機型。據估計，這種最初的Have Glass I/II 階段可將F-16的雷達橫截面降低至15%，有些自美國空軍的F-16開始採用新的單色調背心式配色方案，類似應用於F-35的配色方案，新的單色油漆方案標誌着與F-16長期相關的雙色調灰色方案的背離。

## 設計特色
F-16是一架單引擎，多重任務戰術飛機，配備有內建的M61火神式機砲，可裝備空對空飛彈。如果需要的話F-16也可以執行地面支援任務。對於這種任務，F-16能配備多種的飛彈或炸彈。
從一開始，F-16是想成為經濟的"Workhorse"，可以執行數種不同型態的任務以及維持日夜不停的準備。他比先前的那些飛機更簡單和輕便，但是使用先進的航空動力學和航空電子系統（包含第一次使用的線傳飛控（Fly by wire，FBW），贏得"電子噴射機"的稱號）來維持良好效能。

### 人體工學與座艙視野

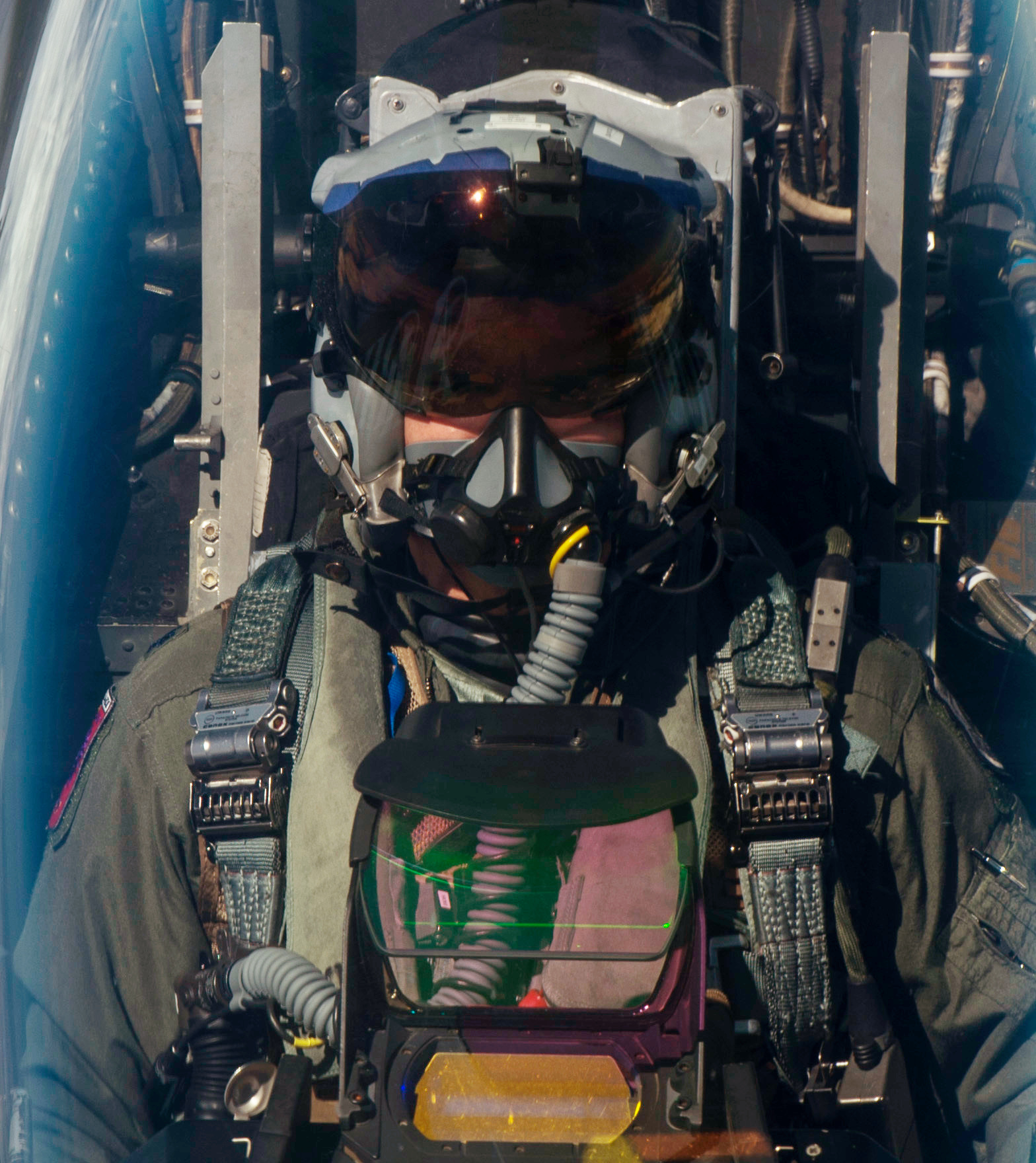
F-16的頭盔瞄準器及抬頭顯示器

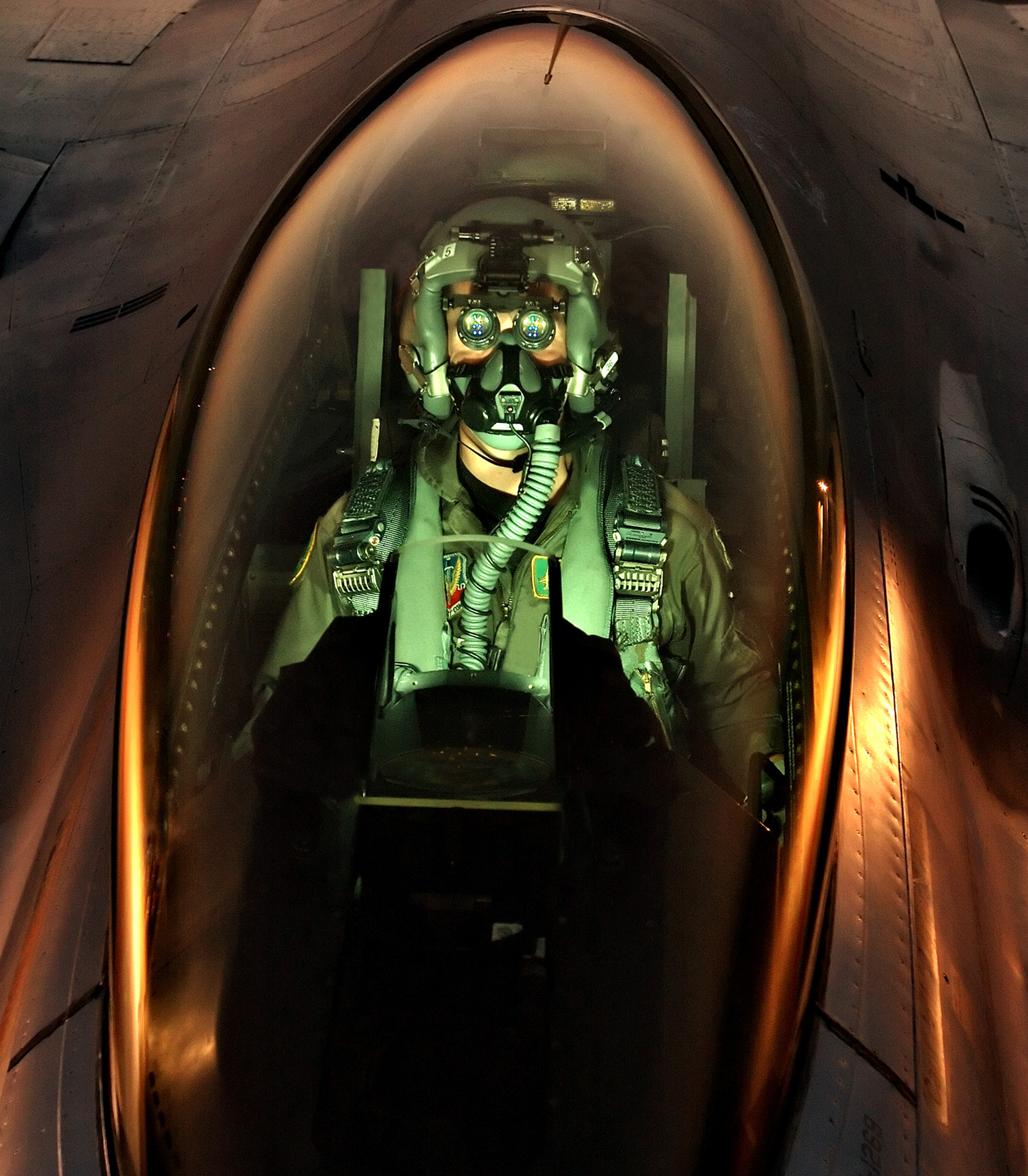
空軍國民兵所用F-16的駕駛艙，機員配有夜視鏡以備觀察領空的客機或飛行物體

飛行員乘坐在機身的高處，在他們座艙罩的視線看不到之後有維生艙。這個機艙和泡狀座艙罩能夠給飛行員很理想的視野，是在空對空戰鬥時不可或缺的特色，泡狀座艙罩採用無框衍設計，不像一般有框衍座艙罩會影響飛行員視野。坐椅是30度的斜躺，而不是一般的13度，可以輔助飛行員對抗G力。飛行控制桿是安装在右手邊上，而非傳統的在兩腿之間，用來輔助在高G值時候轉彎。特別要注意的是傳統裝備的控制桿的飛機飛行員必須要換手控制，以便他們可以在座艙罩上拉或推來對抗G力。此外，在飛行員的視野裡有全像顯示的設備（抬頭顯示器）來顯示重要的資訊。

### 電傳飛控

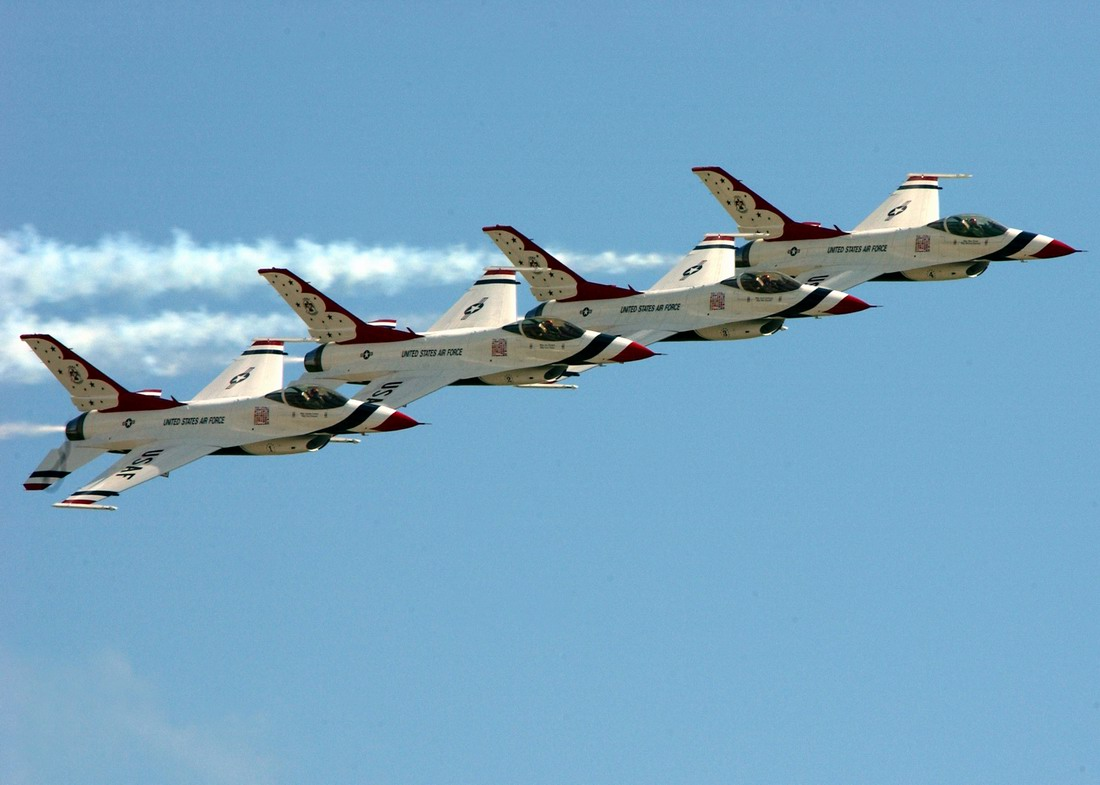
美国空军雷鸟飞行表演队正在展示梯次编队。在此过程中，F-16战隼式战斗机以平均每小时400英里的速度，相隔18至24英寸飞行。

F-16的飛機與飛行員的控制層面之間沒有直接的連線。反之，他的控制輸入都是轉換為對電腦（F-16C/D有四部電腦，三部電腦執行作業，一部為備份電腦）的數位輸入，然後解譯為最佳的控制變動來實行這些指令。這就稱為線傳飛控系統。它有更快的反應速度，更有效率（當它自動地利用所有控制層面，能夠消除不想要的副作用像是側滑（slideslip），可以產生更平順的飛行，因為電腦可以比人類對於外部的狀況做出更快的回應。更重要的，與飛行指令結合起來，電腦可以在天生就不穩定的飛機，透過不斷的調整控制層面，來保持穩定的飛行。因此儘管F-16是負穩定，但仍使F-16可以飛行。而為減少因電腦故障所產生的錯誤，F-16在一般時間僅啟動3部電腦進行飛控計算作業，第四部為備份電腦，並在飛控程式中建立一套表決系統，當某一部電腦所計算的結果與另兩部電腦不同時，表決系統就立即啟動，跳過並關閉計算結果不同的電腦，同時命令第四部備用電腦啟動，以確保操控安全性。

### 負穩定
一架負穩定（Negative stability）的飛機在缺少控制訊號輸入下，將無法維持穩定的飛行狀態。一般飛機多半是正穩定，換句話說即使在沒有控制下也會恢復穩定飛行的狀態。然而，正穩定會壓抑運動性，因為恢复穩定與飛機運動之間是相互衝突的，所以一架負穩定的飛機的運動性會較高。隨著線傳飛控系統的運用，使得一架負穩定飛機可以保持穩定的飛行，它的不穩定度則由飛控電腦不斷的檢查，這就是所謂隨控佈局飛機。
YF-16是世界上第一架在設計上採取空氣動力上不穩定的飛機。他的重心位於全機空氣動力中心的後方，在飛行時會有機頭向上的傾向，而不是如大部分傳統飛機一樣向下。水平飛行時需要由水平安定面讓機尾上揚而非向下，因此水平安定面產生的是正向的升力。由於水平安定面與機翼都是產生正向升力，機翼面積、重量、以及阻力也就減少。飛機時時刻刻是保持在俯仰軸失控的邊緣。這種傾向會被線傳飛控系統擷取和校正，校正的頻率快到飛行員或是外部的觀察者也無法知道發生任何事情。

## 作戰經歷

### 約旦
- 2014年6月「伊斯蘭國」崛起後，約旦空軍曾多次派遣F-16參與對伊斯蘭國的軍事打擊。
  - 在2014年12月24日一次轟炸「伊斯蘭國」武裝在敘利亞城市拉卡附近據點的行動中，約旦皇家空軍中尉飛行員米那·薩菲·優素福·卡薩斯貝所駕駛的F-16在拉卡省飛行時被熱追蹤飛彈擊中，跳傘降落在幼發拉底河裏，被「伊斯蘭國」士兵俘虜[13]，並於2015年1月3日被伊斯蘭國活活燒死[14]，事後該國在網上發放處決片段[15]。

### 埃及
- 2015年2月16日，埃及空軍派出六架F-16，空襲「伊斯蘭國」位於利比亞的訓練營地，以報復該組織殺害21名埃及人質。是次空襲中，64名伊斯蘭國成員當場被炸死[16]。

### 美国
- 波斯灣戰爭時，美軍的F-16除了用以確保制空權，還負有對地攻擊的任務。F-16除了傳統炸彈外，也擔負投擲的小牛飛彈甚至是反輻射飛彈的任務，而後兩者飛彈重創了伊拉克的重裝甲部隊和雷達站，美伊戰爭時，美軍的F-16攻擊了部分伊拉克的海軍雷達站和重要軍事設施。
- 1999年5月2日，時任美國空軍中隊長的戈德費因（後升為上將參謀長）在科索沃戰爭期間率領F-16C野鼬機群低空飛行執行防空壓制任務，遭埋伏的南斯拉夫聯盟共和國部隊發射SA-6防空飛彈，飛彈近炸破片破壞發動機，戈德費因選擇彈射逃生，美國空軍聞訊後派出美國空軍空降搜救組搭乘MH-53直升機將其救回，後來改編為電影衝出封鎖線。而遭擊落的F-16C座艙罩、垂直尾翼殘骸在塞爾維亞首都貝爾格勒的航空博物館展出。
- 2023年10月27日，美軍派出兩架F-16，炸毀位於敘利亞與伊拉克一處、屬於伊朗革命衛隊及關聯組織的軍火庫，以反制伊朗對駐敘、伊兩國美方人員的攻擊[17]。
- 2025年1月時，美軍確認從2024年開始，F-16C在繁荣卫士行动中配備APKWS II執行反無人機任務。[18]

### 以色列
- 1981年4月28日，以色列空军（IAF）F16在贝卡谷地上空对一架叙利亚米-8直升机实施机炮打击，这是F16的首战处女作，该直升机证实被F16机炮击落。
- 1981年6月7日的「巴比倫行動」當中，以軍利用8架F-16，一共投下16枚炸彈，炸毀已竣工但尚未運轉的伊拉克奧斯拉克核反應堆。
- 在1982年貝卡谷地空戰，以軍利用90架F-16及F-15，擊落80多架敘利亞軍機，並幾乎摧毀所有防空導彈陣地。
- 在以阿衝突中，以色列的5架F-16和3架A-4襲擊了敘利亞的軍需工廠，且以響尾蛇飛彈和麻雀飛彈重創了敘利亞空軍的MiG-25、Su-25，而以色列完全沒有一架損失。之後幾次交手，以色列的戰鬥機僅僅損失了不到二十架，而以色列的F-16A的損失率更是僅有兩架（包含一架緊急迫降失敗，飛行員彈射出來獲救）。
- 2018年2月，以色列一架F-16被敘利亞政府裝備的俄系防空武器擊落[19]。
- 在哈馬斯對以色列發動攻擊後，以軍包括F-16I在內的戰鬥機，隨即向加沙地區目標進行反擊。

### 巴基斯坦
- 於苏阿战争期間，巴基斯坦空軍曾最少十次使用F-16，擊落蘇聯及蘇佔阿富汗多架Mi-8直升機、Su-22、MiG-23戰機及An-26運輸機[20]。
- 2019年2月26日印巴克什米尔冲突中，印度空军官员宣称：“使用MiG-21擊落了巴基斯坦空军的1架F-16，其殘骸墜毀於巴控克什米爾，並且聲稱丟失了另一架米格-21，其飞行员在巴基斯坦被俘虏”。而巴基斯坦军方官员声称：“巴基斯坦空军使用JF-17擊落了2架印軍戰機，其中一架MiG-21墜毀於巴控克什米爾並俘虜了飛行員，另一架為Su-30MKI，其殘骸墜於印控克什米爾，但没有在对峙期间使用过任何一架F-16战斗机”。隨後印度聲稱自家Su-30沒有巴方被擊落，並展示了發現於印控克什米爾的AIM-120先进中程空对空导弹弹体残骸，而F-16是巴基斯坦库存中唯一可以发射此类导弹的飞机。隨後在巴基斯坦官方的戰役紀念碑中的資訊可得知，印軍戰機確實是由F-16擊落。原因應該是巴空軍的F-16是美國以反恐的名義出售的，不被允許用於克什米爾地區，巴方因擔心被美方制裁而謊報為由JF-17擊落。

### 土耳其
- 由於土耳其與希臘存在領土爭議，兩國空軍常在愛琴海上空相遇，有时不免会发生衝突。1996年10月8日，土耳其空軍2架F-16D戰鬥機進入愛琴海上空希臘領空，希臘空軍起飛2架幻象2000攔截，其中一架幻象2000發射了一枚MICA-2格鬥飛彈擊落了一架F-16D，另一架F-16D撤走，起初土耳其空軍謊稱機械故障導致墜機，直到2012才正式承認被擊落[21]。2006年，希臘空軍的1架F-16與土耳其空軍的1架F-16，在愛琴海上空缠鬥时發生碰撞事故[22][23][24]。2018年4月12日，希臘空軍一架幻象2000在与土耳其空軍F-16低空缠鬥时，失控坠海。
- 2015年11月24日，土耳其空軍F-16C擊落1架疑似入侵其領空之俄羅斯空軍Su-24戰鬥轟炸機，兩位飛行員彈射逃生，其中一個駕駛員被敘利亞反政府派擊斃，另一名獲救。
- 2020年3月1日，土耳其空軍F-16C戰鬥機擊落2架敘利亞空軍的Su-24戰鬥轟炸機[25]。3月3日擊落1架敘利亞空軍的L-39教練機[26]。
- 2020年9月29日，在納戈爾諾－卡拉巴赫衝突中，土耳其空軍的F-16戰鬥機擊落一架亞美尼亞空軍蘇-25攻擊機。

### 烏克蘭
- 在俄羅斯入侵烏克蘭期間，烏克蘭空軍獲歐美各國轉讓F-16戰鬥機，並於2024年8月起交付及參與戰爭。
  - 2024年8月26日，烏克蘭空軍F-16戰鬥機，首次擊落部分由俄軍發射的導彈及自殺式無人機[27]。這次亦是烏軍自接收F-16以來，取得的首個戰績。
  - 2024年8月29日，烏克蘭空軍公佈一架F-16A戰鬥機在8月26日攔截俄軍導彈期間墜毀，飛行員當場身亡[28]。
  - 2024年12月13日，烏克蘭空軍一架F-16戰鬥機，先後以AIM-120、AIM-9導彈及機炮，擊落共六枚俄軍巡航導彈[29]。
  - 2025年4月12日，一架F-16戰鬥機被俄軍防空導彈擊落，飛行員陣亡。[30]
  - 2025年5月16日，一架F-16戰鬥機在執行任務時因不明原因墜毀，飛行員跳傘獲救。[30]
  - 2025年6月9日，图片报報道一架F-16AM於6月7日在SAAB-340空中預警機的支援下使用AIM-120 AMRAAM導彈擊落了一架Su-35戰鬥機。烏軍在6月7日公佈該架SU-35被擊落時沒有說明使用了什麼武器，但如果消息屬實，這是烏軍F-16的首個空對空擊殺。[31]
  - 2025年6月29日，俄羅斯對烏克蘭進行大規模導彈和無人機攻擊。一架F-16在攔截第七個目標時被擊中，機師因把戰機駛離住宅區，沒有時間跳傘逃生而陣亡。[32]

### 泰國
2025年7月24日，在2025年柬泰邊境爭端中，泰國皇家空軍的F-16戰機轟炸了柬埔寨的軍事目標。

## 生產批次
F-16各主要改良型是以按照順序的批次數字作代表，這些編號包含所有單雙座的F-16。「多國階段性改良計畫」（英語：Multinational Staged Improvement Program，MSIP）準備逐步將現役的F-16提升到一個共通標準配備上。

### YF-16
通用动力为参与美国空军轻型战斗机(LWF)竞标建造了两架单座 YF-16 原型机。第一架 YF-16 于 1973 年 12 月 13 日在沃思堡下线，并于 1974 年 1 月 21 日意外完成了首飞，随后于 1974 年 2 月 2 日进行了预定的“首飞”。第二架原型机于 1974 年 3 月 9 日首飞。两架 YF-16 原型机都参加了与YF-17戰鬥機原型机的竞标试飞，最终通用动力的YF-16赢得了空战战斗机（ACF）竞标。

### F-16 A/B
F-16 A/B初期有以下改动：

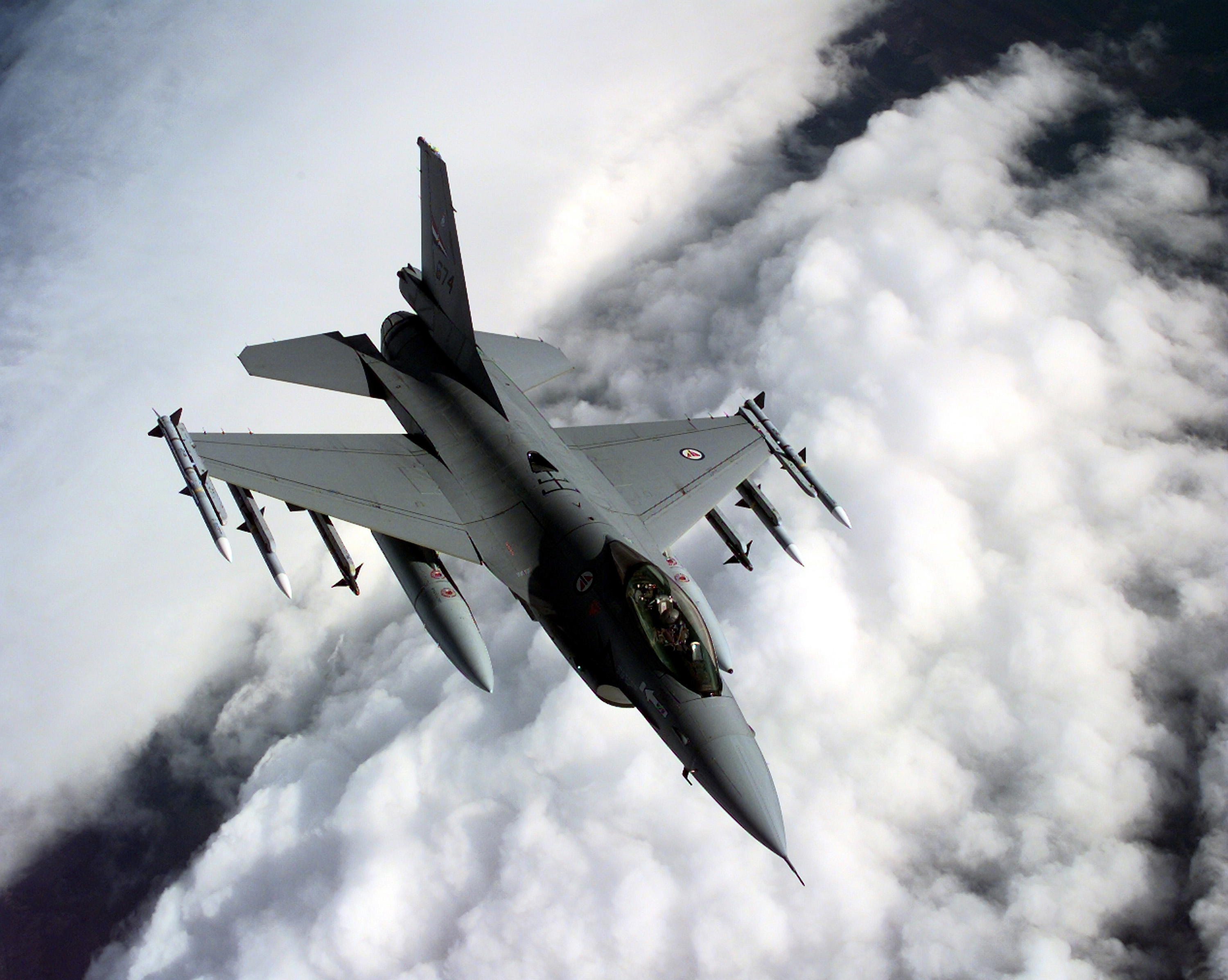
挪威空軍已退役的F-16A

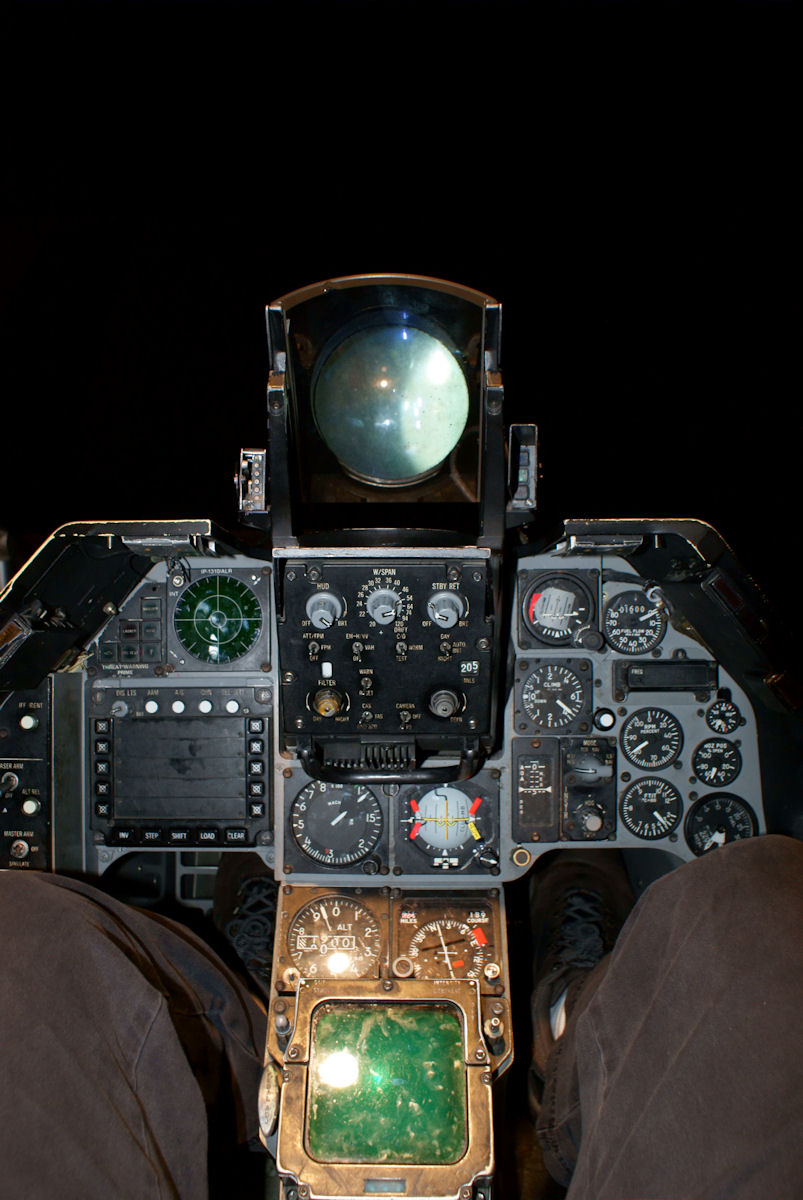
F-16A儀表

- 配備西屋電子所開發的AN/APG-66雷達
- 普惠F100-PW-200渦輪風扇發動機。

美國空軍分別採購了674架F-16A和121架F-16B，於1985年3月全數遞交完畢。

#### 批次 1/5/10
早期的批次編號只是彼此間相對較小的差異。大部分的差異在於後來1980年代早期時升級到批次10的設定。生產的飛機共計：
批次1的94架，批次5的97架，批次10的312架。

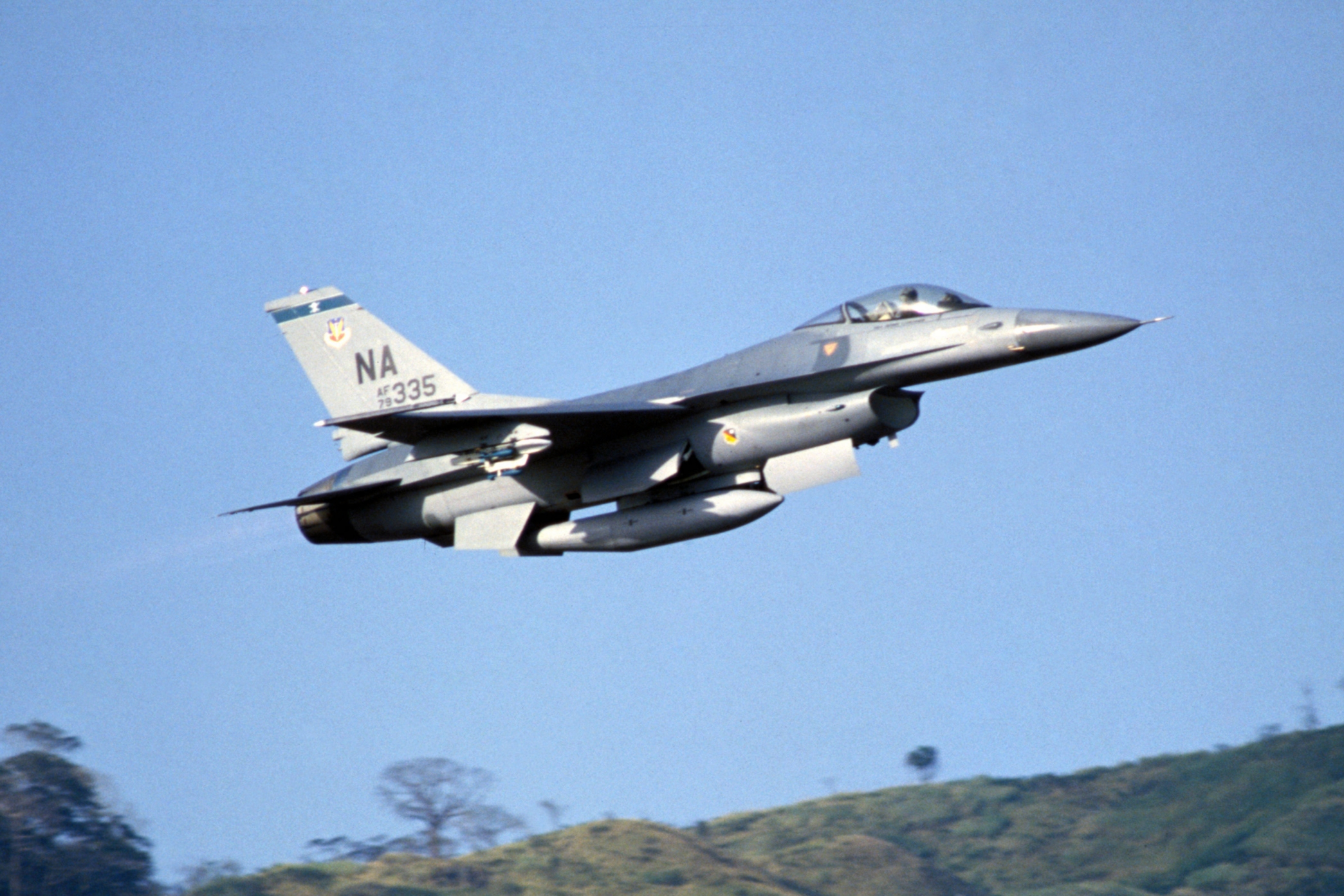
美國空軍第428戰術戰鬥機中隊的一架F-16A Block 10從巴拿馬霍華德空軍基地起飛，保衛巴拿馬運河區

#### 批次 15
批次15是F-16系列第一次重要改變。改變的部分包括：
- 較大的水平安定面，
- 進氣道兩側下方的新增掛架，
- 提高機翼下掛架掛載重量上限等等。

從這一批次的F-16開始配備Have Quick I型加密超高頻無線電，水平安定面增大30%以抵銷新掛架增加的重量。批次15在F-16系列生產架數最多，共計983架。
最后一架于 1996 年交付给泰国。

#### 批次 15 Operation Capability Upgrade
從1987年起，F-16的生產線開始遞交「作戰能力提升」（Operational Capability Upgrade ，OCU）標準的批次15機型。
其改良的部份包括：
1. 改良與新增數位控制介面的F100-PW-220渦輪风扇發動機
2. 可發射AGM-65小牛空對地導彈
3. 可發射AIM-120先進中程空對空飛彈
4. 可發射AGM-119企鵝反艦飛彈
5. 電子反制系統
6. 座艙儀表提升
7. 改良版電腦與資料匯流排。

最大起飛重量上升至37,500磅（17,000公斤）。包括批次10在內，總共有214架飛機接受這一批提升。

#### MLU 壽命中期性能提升（Mid-Life Upgrade）
從1989年起，為了維持各國F-16機隊與蘇聯戰機對抗的優勢，由美國、荷蘭、比利時、丹麥四國簽署國際MLU協議，挪威作為參予者列席參加。後來由於冷戰的結束，機隊規模的縮減，美國退出MLU升級協議，但承諾將繼續支援後續的研發與試飛工作。性能提升計有
- 模組化任務電腦（英語：Modular Mission Computer）
- 新型AN/APG-66(V)2雷達
- AIFF先進敵我識別
- 玻璃化座艙
- HOTAS武器整合系統
- 新型電戰系統
- GPS接收器
- 數位化地圖
- 可掛載偵察筴艙
- MLS輔助著陸系統

#### 批次20
1980年代後期，當時中華民國空軍的F-104型戰機因為接近壽命終期，妥善率偏低，除了嚴重影響空防任務之外，也造成多起墜機意外和飛行員的折損。1989年5月，時任參謀總長郝柏村上將訪問法國之後，達梭公司同意出售幻象2000-5型戰鬥機60架，中華民國空軍方面並且保留後續60架戰機的採購選擇權，一般相信，這個出售案給予美國政府某種程度的衝擊。1992年前美國總統老布希在尋求連任的過程當中突然宣布同意出售中華民國空軍150架F-16戰機，包括120架F-16A型與30架F-16B型，總金額達到60億美金。這個採購計畫命名為「和平鳳凰計畫」。
雖然當時通用動力公司在德州的生產線已經是以F-16C/D型為主，而且這也是中華民國空軍的首選，然而通過批准出售的是以批次15OCU的後期型的機身為基礎，搭配當時歐洲四國正在進行中的中期壽命升級（MLU）計畫的航電設備，以及普惠公司的F100-PW-220型發動機，成為新的批次20的F-16戰機。
美國自1997年開始陸續交付中華民國空軍的F-16A/B Block 20：
- 機尾與航電以批次15 OCU為基礎設計，
- 機翼與前機身為Block52的混合機型，
- 以MLU標準製造，
- 有全天候精確對地和反艦能力（部分被限制），
- 可掛載空射式魚叉飛彈及小牛飛彈。

總計製造了150架。另外洛克西德-馬丁公司於2015年10月22日將第2架由F-16A/B升級成F-16V標準（中華民國空軍內部正式名稱為F-16AM/BM，不過對外為了省事，都只稱F-16V），改裝APG-83主動電子掃瞄相位陣列（AESA）可變敏捷波束雷達（SABR）的F-16V順利完成首飛，其飛行表現甚受好評。洛馬公司認定F-16V會是各國取得第五代戰機之前的最佳過渡機種，其戰力相當於F-16 Block 60。至於F-16V的最大特色就是安裝由諾斯洛普格魯曼公司研發的主動電子掃瞄相位陣列可變敏捷波束雷達，以及雷神公司開發的「雷神先進作戰雷達」（RACR），讓F-16V不但能搜索、能追蹤，亦能精確掌握多個攻擊目標，配合機載電戰與射控系統，可對敵方形成足夠的壓制威脅。中華民國空軍所屬現有的140架F-16A/B Block 20於2017年開始由漢翔公司執行性能提升為F-16V標準（F16AM/BM），2023年全部升級完畢。
2000年代，陳水扁政府為了使國軍取代服役三十餘年的F-5戰鬥機，多次向美方爭取購入F-16C/D型以提升國軍戰力，但美國基於北韓問題與反恐議題需要中國支持與中國廣大經貿市場以及諸多原因而延遲軍售F-16C/D型給台灣。
2011年9月22日，美國政府同意馬英九政府對中華民國軍售案，全面提升F-16A/B型 Block 20戰機性能；包括換裝主動電子掃描陣列雷達、聯合頭盔瞄準系統、AIM-9X響尾蛇空對空飛彈、AN/ALQ-213電子戰管理系統、聯合直接攻擊彈藥、Have Glass II 電磁波吸附匿蹤塗層，以及計畫研究換裝F100-PW-229 EEP型發動機，但之後決定沿用原有的F100-PW-220發動機而未更換。而美國部分參議員與眾議員則希望歐巴馬當局批准F-16C/D型對台軍售案，一方面可以滿足中華民國的要求，二方面可以讓即將關閉的F-16戰機生產線延長一段時間，解決美國嚴重的失業率；後來就美國官方的說法，美方並未排除日後售台F-16C/D型的可能性，當前先將國軍F-16A/B型戰機增強某種程度的戰力，儘量達到平衡解放軍威脅的程度。
2012年10月，洛馬公司贏得美國政府價值18.5億美元的合約升級145架F-16A/B Block 20型戰機升級航電系統。洛馬公司稱升級包括安裝主動電子掃描陣列雷達、嵌入式全球定位系統、升級電子戰和其他航電系統。在雷達來源部分，中華民國空軍決定交由洛馬選擇與美軍同樣的雷達款式；2013年8月1日，洛克希德馬丁宣布由諾斯羅普·格魯曼的AN/APG-83雷達（Scalable Agile Beam Radar，縮寫SABR，可變敏捷波束雷達）贏得競標。升級工程除了前2架在美國實施外，大部分改裝業務由漢翔工業在台灣進行，預定2016年至2023年完成升級作業並交付予中華民國空軍。
2022年6月10日，因應「鳳展專案」F-16A/B戰機構改升級F-16V（F16AM/BM），中華民國空軍駐美國亞利桑納州路克空軍基地 F-16A/B分批返台升級；軍方表示，6架F-16A/B戰機自檀香山起飛，途經多次空中加油，下午3時降落花蓮基地，包括5架單座機、1架雙座機，共4名中華民國飛官參與飛行。
2023年12月19日，隨著最後一架F-16A/B戰機完成改裝，中華民國空軍現存的所有F-16均已完成升級。

### F-16 C/D

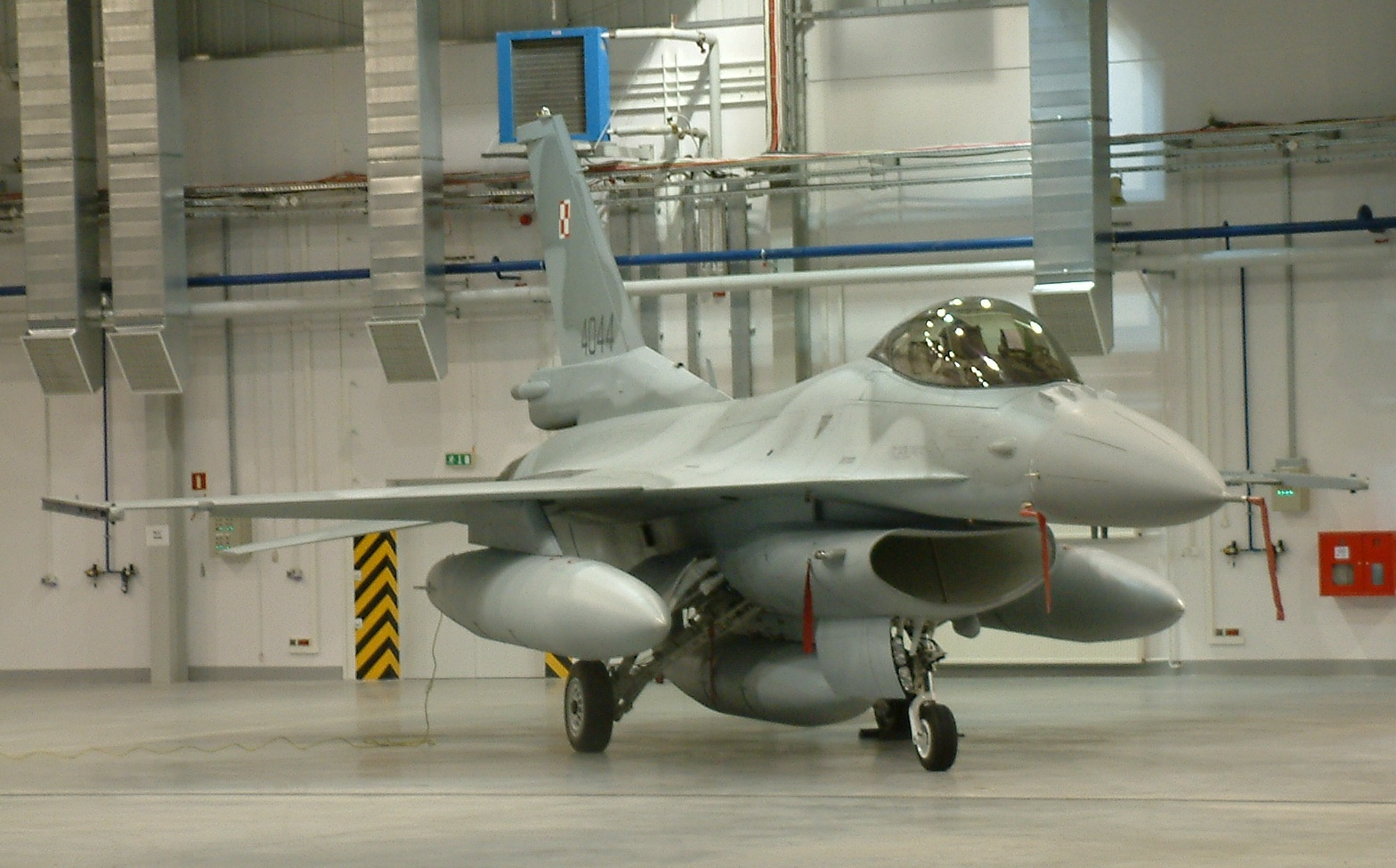
波蘭空軍的F-16C Block 52

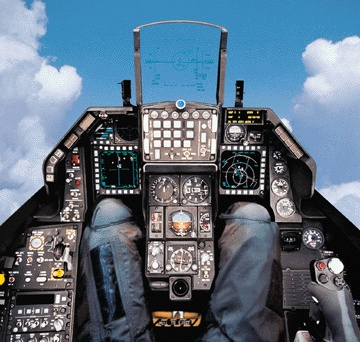
F-16C的駕駛艙

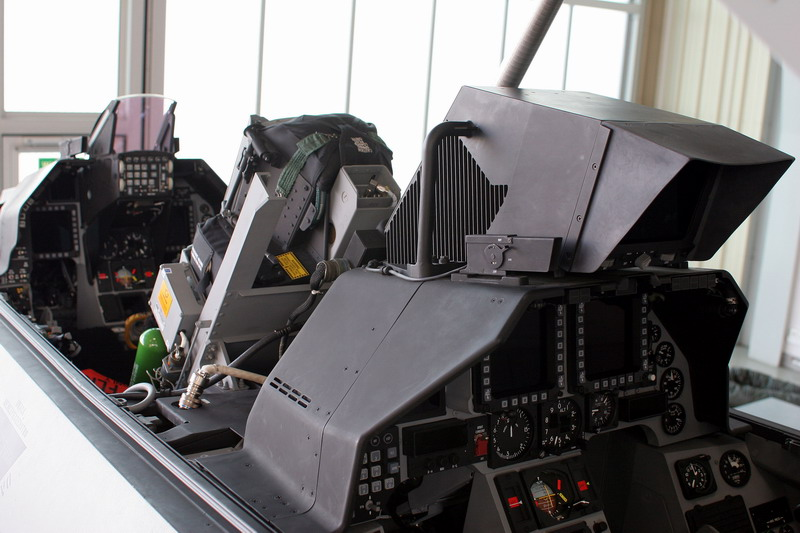
F-16C的數位儀表

#### 批次25
批次25的F-16C首度於1984年6月飛行，於同年9月進入美國空軍服務。這架飛機的性能包括：
1. 使用西屋公司的AN/APG-68雷達，擁有精確的夜晚攻擊能力，
2. 配備有Pratt & Whitney F100-PW-220E渦輪和數位控制介面。

在印尼空軍通過海外軍售從美國取得二手F-16 Block 25前，美國空軍是這個批次機型唯一的使用者，總共交付了209架。

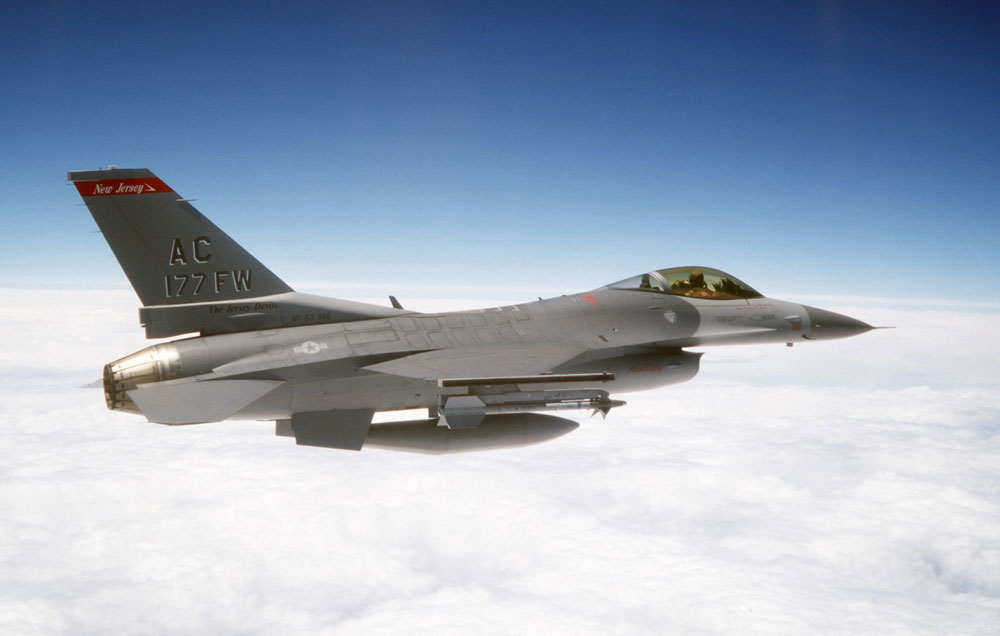
第177戰鬥機聯隊的F-16C Block 25，於佛羅里達州廷德爾空軍基地附近飛行

#### 批次30/32

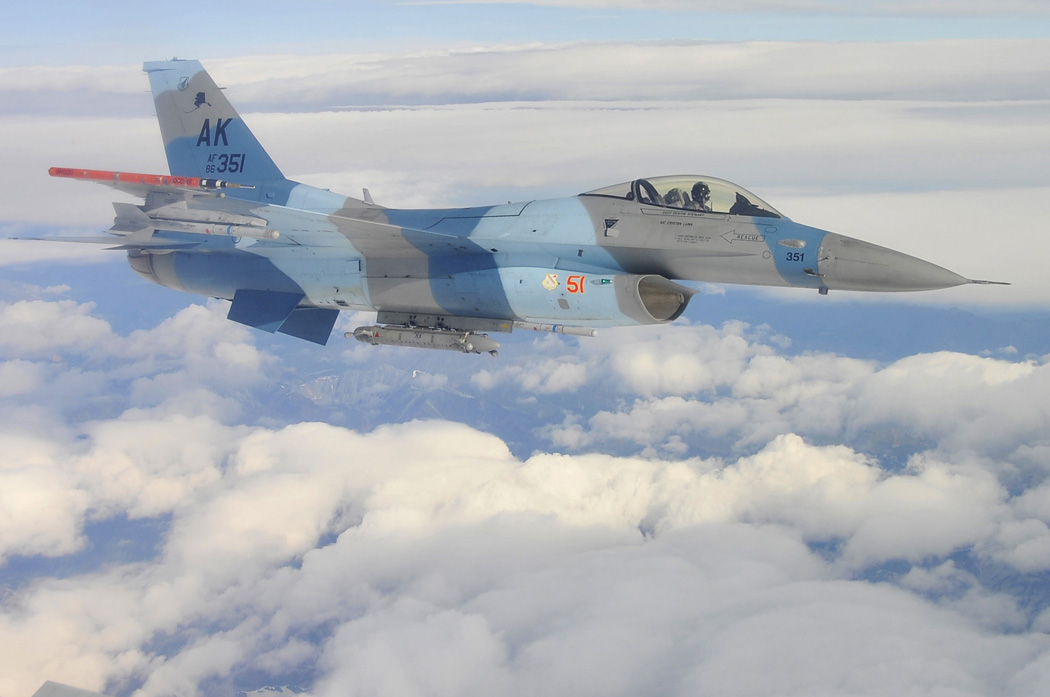
F-16C Block 30

批次30/32是第一批在生產線上可以選擇發動機的次型，飞机可选配传统的普拉特-惠特尼F100發動機或者是新加入的通用电气的F110發動機。批次号以0结尾的使用F110，批次号以2结尾的使用F100發動機。首批批次号30的F-16在1987年进入服务。改良包括：
1. 改良包括使用AGM-45百舌鳥
2. AGM-88高速反輻射導彈

从批次30开始战机为推力提升的通用电器發動機搭配較大的进气口，批次32並不需要同樣的修改。733架批次30/32的F-16共在6個國家服役。

#### 批次40/42（F-16CG/DG）
批次40/42於1988年服役，這個批次的性能包括：
1. 使用低空導航暨夜間紅外線標定莢舱（LANTIRN）擔負全天候對地攻擊任務。新增加的夜間作戰能力讓批次40/42獲得夜間戰隼的暱稱。
2. 改良的部分包含增強與加長的起落架以配合LANTIRN吊舱，
3. 提升性能的雷達系統和GPS接收器。從2002年開始，這個批次能夠
4. 使用新一代的對地武器，包括聯合直接攻擊彈藥（JDAM）、JSOW、WCND以及增強版的EGBU-27炸彈。

共計有5個國家採用615架批次40/42。

#### 批次50/52（F-16CJ/DJ）

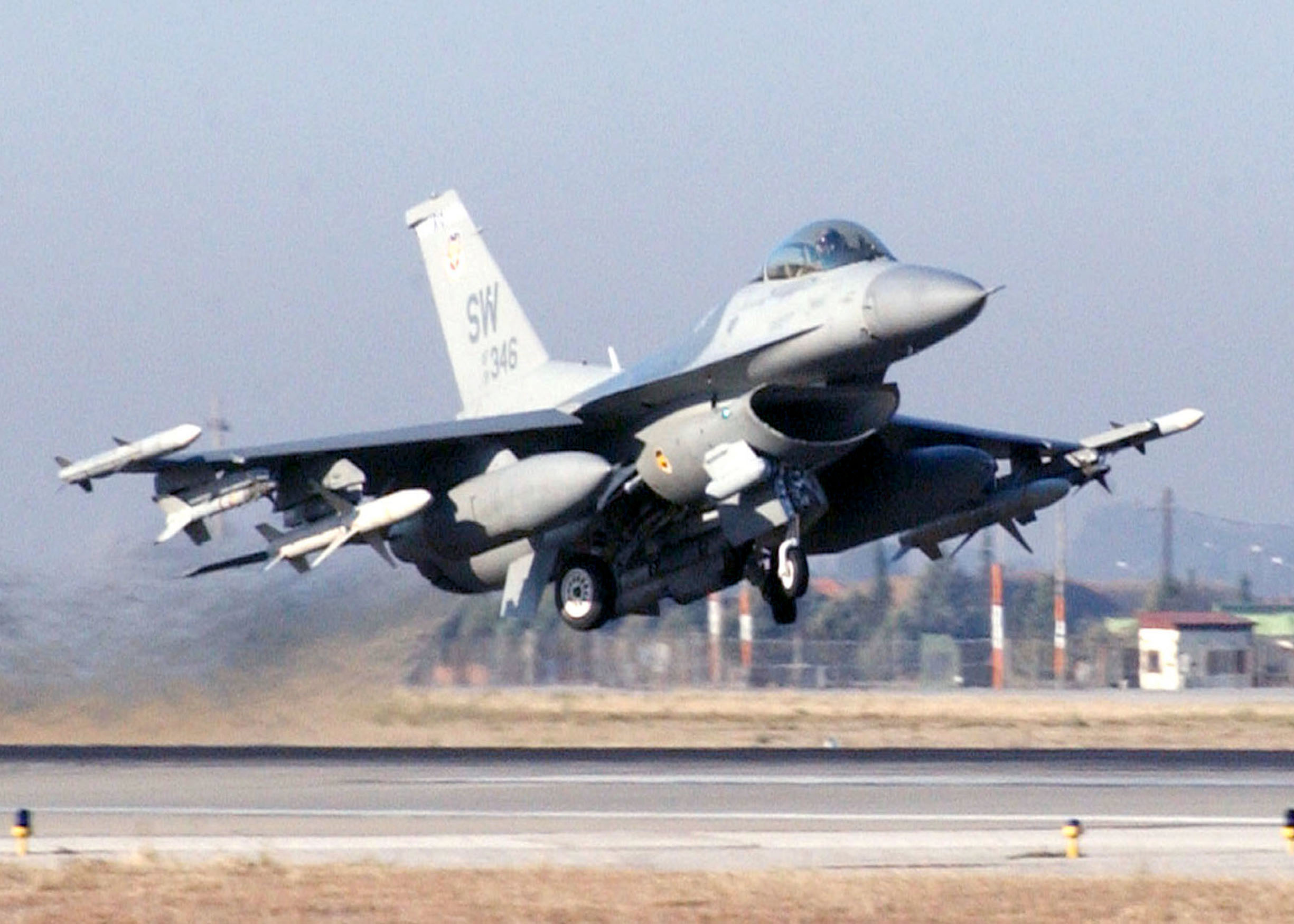
F-16CJ Block 50

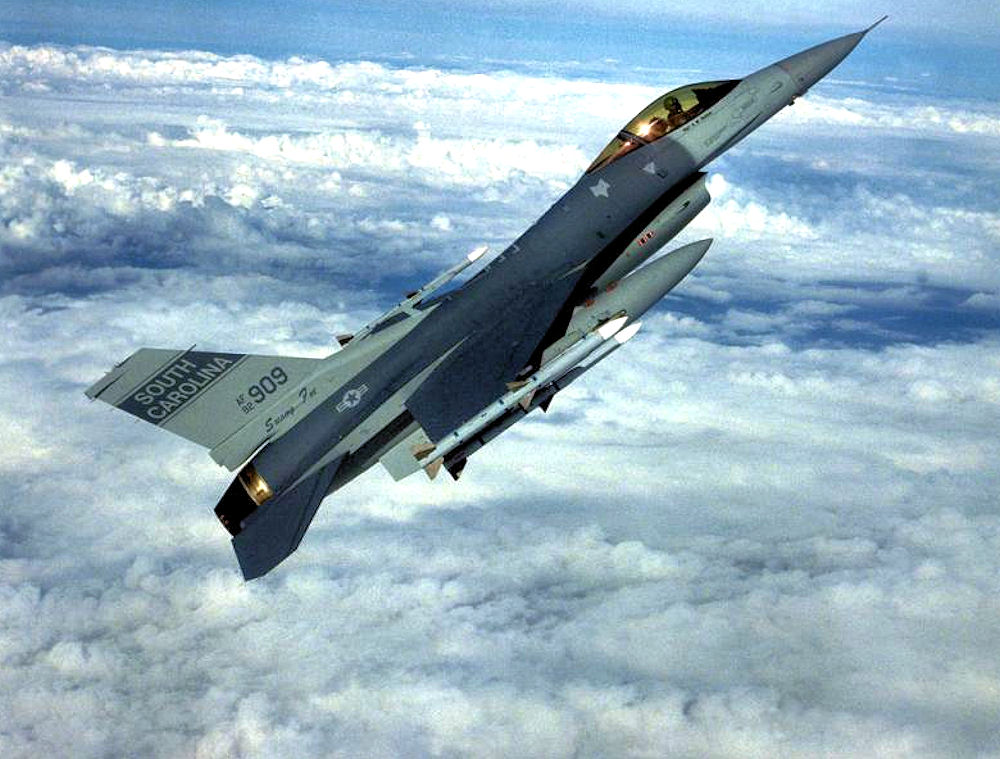
美國南卡羅來納州空軍國民警衛隊的一架F-16C Block 52P 掛載4枚AIM-120先進中程空對空飛彈

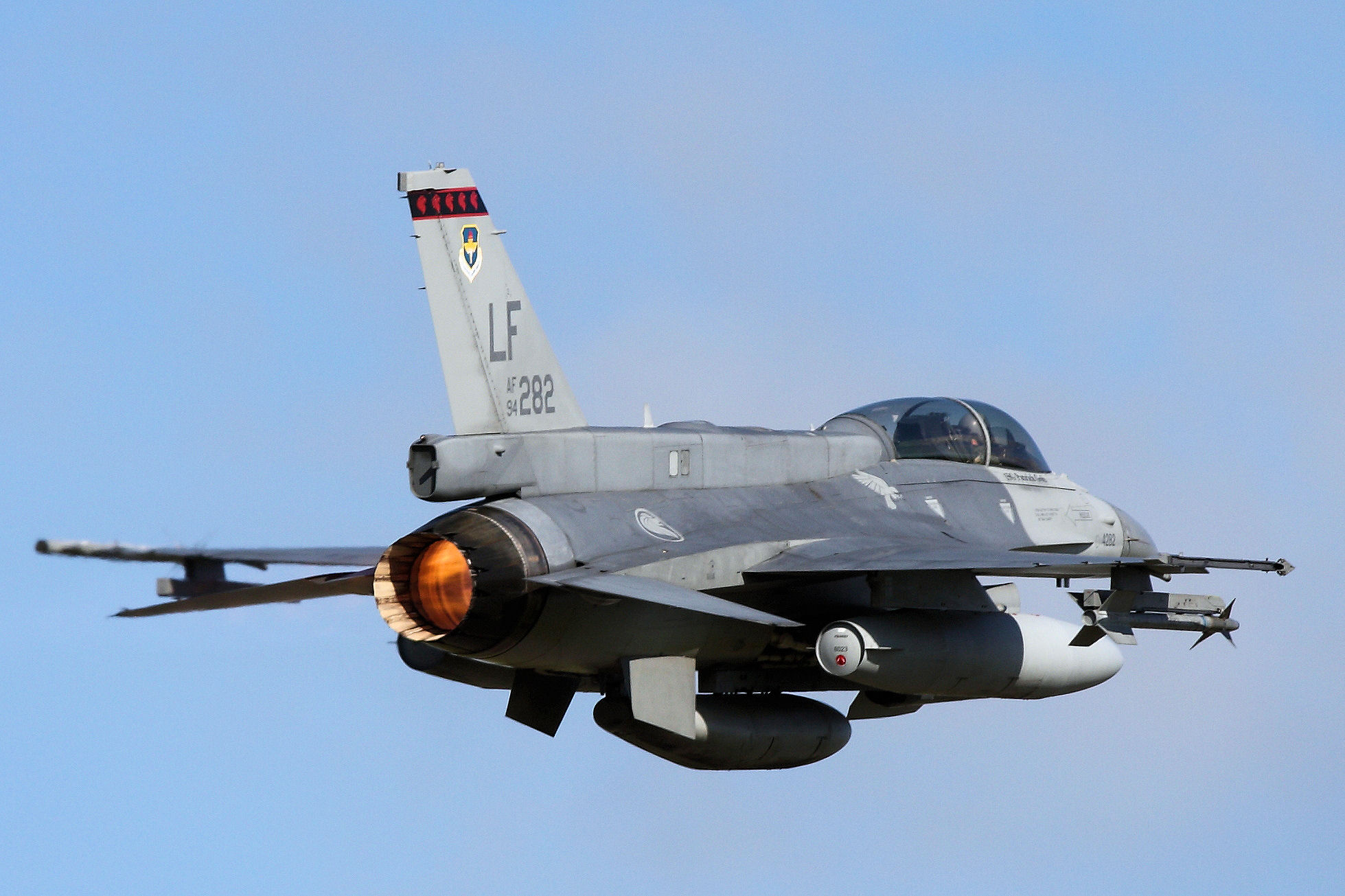
F-16D Block 52 於演習期間飛越加拿大冷湖市

第一架批次50/52於1991年遞交，這一批飛機
1. 配備改良版GPS接受器／慣性導航系統。同時每一架都可以
2. 使用頭盔顯示器控制具有高偏離瞄準線攻擊能力的空對空飛彈。
3. 其他可能攜帶的武裝包括：魚叉反艦导弹、聯合直接攻擊彈藥（JDAM）、JSOW與WCMD等。
4. 批次50使用F110-GE-129發動機，批次52則是使用F100-PW-229發動機。

#### 批次50D/52D 野鼬機
是擔任壓制防空系統（SEAD）的新款野鼬機種。機上可以
1. 攜帶AN/ASQ-213高速反輻射导弹標定系統（HTS），這套系統允許高速反輻射导弹採用已知距離模式達到較大的射程與較高的精確度。除此之外還能
2. 攜帶ALQ-119電子干擾莢舱自衛。

自從F-4G退役之後，批次50D/52D是現役唯一擔負壓制防空系統的機種。

#### 批次50/52 Plus
這一批次的飛機配備最新的航電系統，可以使用新的適型油箱。所有雙座型的機背有增加30立方英尺（850公升）體積的機背脊航電艙，這個增加的空間只會增加很少的重量和飛行阻力。

#### F-16統一配備施行計畫（CCIP）
統一配備施行計畫預備將批次40/42/50/52的F-16統一到批次50/52的配備標準，以簡化訓練和維修的負擔。

### F-16E/F

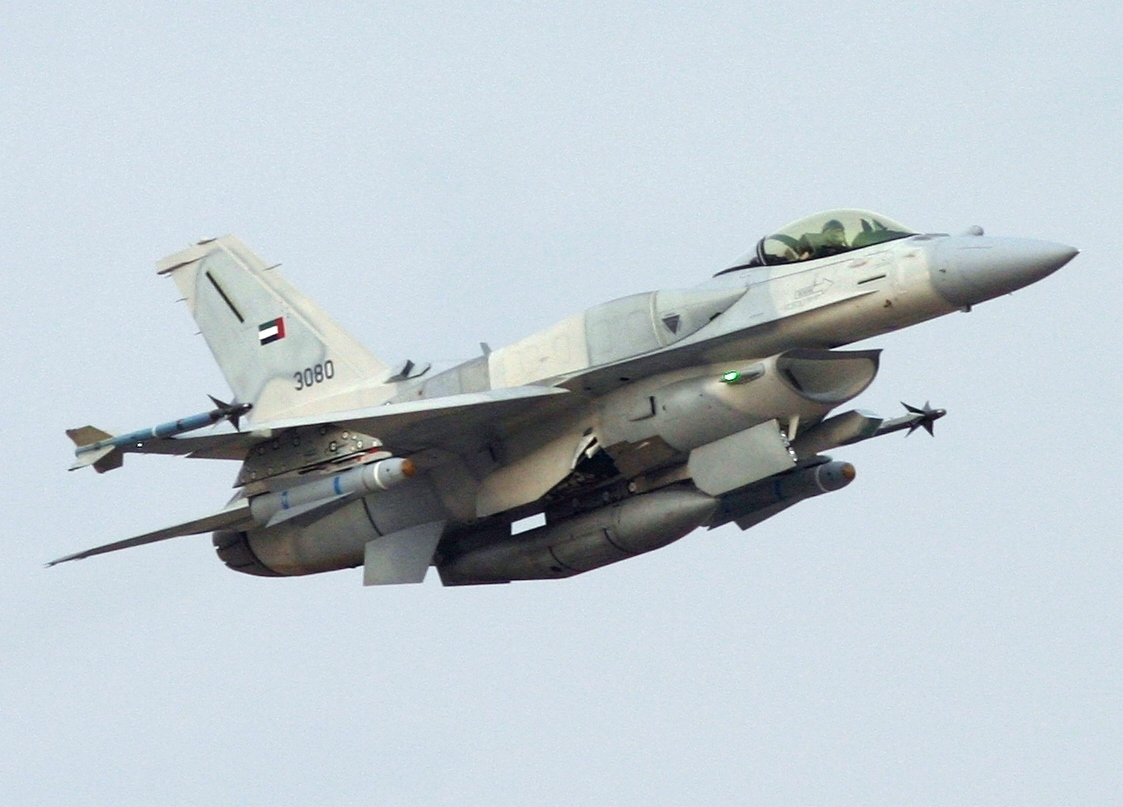
阿拉伯聯合大公國空軍的F-16E Block 60

#### 批次60/62
以F-16C/D為基礎，可以使用適型油箱（CFT），搭配改進的雷達和航電系統；批次60僅出售給阿拉伯聯合大公國。發動機是奇異（General Electric）的F110-GE-132，這款發動機改良自F110-GE-129，擁有32,500磅（144kN）最大推力（批次62是普惠F100-PW-232）。與先前的批次主要的差異是諾斯羅普·格魯曼公司生產的AN/APG-80主動相位陣列雷達（AESA）。「批次60」能夠使用「批次50/52」所有的武器系統，
1. 加上AIM-132先進短程空對空飛彈（ASRAAM）、
2. 雲母飛彈和AGM-84E視距外攻陸飛彈（SLAM）。

適型油箱（CFT）提供額外的450美制加仑（2,045公升）的燃料，可以提升航程或者是滯空時間；此外，適型油箱還能空出原先攜帶副油箱的掛架給武器使用。

### F-16 C/D 批次 70／72
截至2024年1月，全新製造的F-16C/D Block 70/72共有約180架的各國訂單。

#### F-16V（F16AM/BM/CM/DM）

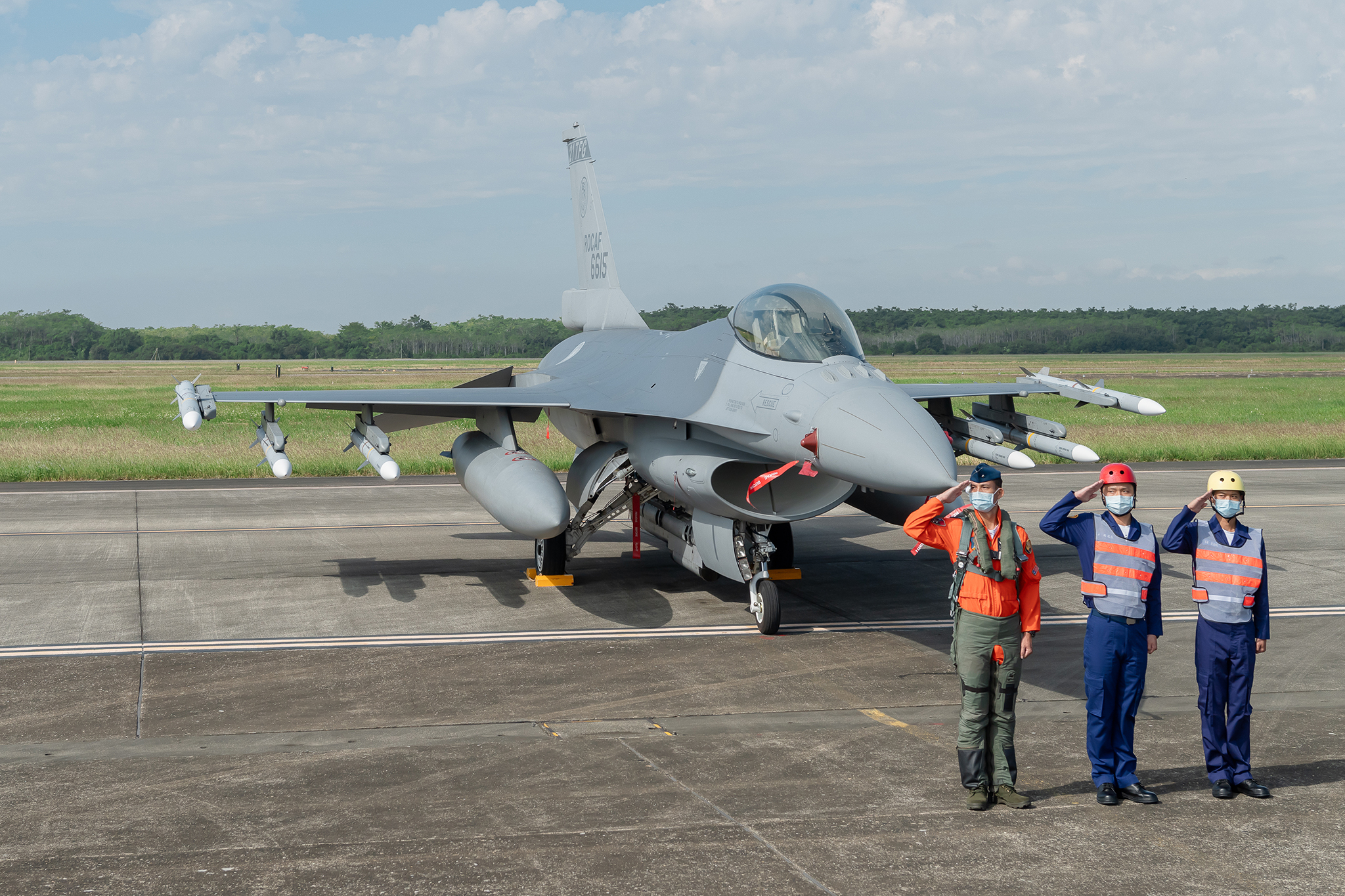
中華民國空軍F16AM Block20(F-16V)進行全防空武裝展示

為F-16機隊提供的新升級及新造機方案，於2012年新加坡航展上首次揭露，2015年10月16日完成處女航。F-16V的原型機為中華民國空軍擁有，常駐美國愛德華空軍基地作為研發及測試用的F-16戰機（中華民國空軍序號6601，美軍序號AF93-702）。
1. 安裝新型AN/APG-83型主動相位陣列雷達（AESA）
2. 新的任務電腦與改良的座艙介面
3. 機身塗有匿蹤塗料並具有部分匿蹤功能。

- 中華民國空軍

- 由F16A/B Block 20升級為F-16V標準（F-16AM/BM）：

1. 沿用原有F16A/B的普惠F100-PW-220發動機
2. 沿用原有F16A/B使用的外掛式AN/ALQ-184電戰夾艙

- 2019年採購的全新製造66架F16C/D批次70：

1. 採用奇異F110-GE-129發動機
2. 配有內建的AN/ALQ-254電戰夾艙
3. UHF通信無線電機設備AN/ARC-238
4. 適型油箱和紅外線搜索追踪系統（IRST）
5. Link 16資料鏈

洛克希德馬丁業務發展部門副總裁史坦李吉表示，F-16V的作戰能力相當於阿拉伯聯合大公國的F-16E（F-16批次60），將成為各國正式取得第五代戰機前的最佳過渡機種。其後新加坡、南韓、巴林、希臘、土耳其及波蘭等國皆有升級或採購。F-16V的「V」取自於飛行員們最早對F-16的暱稱「Viper（毒蛇）」。
F-16V可換裝新式武器掛架，最多能掛載16枚AIM-120先進中程空對空飛彈（AMRAAM）。由於美國國防預算已增加對「小型先進能力飛彈」（SACM）研發計畫的撥款，一種只有AMRAAM一半大小、射程卻更遠的空對空飛彈（AAM）將是指日可待。因此，F-16V的載彈量可多達24枚SACM，再加上4枚AIM-120飛彈，共28枚空對空飛彈。在空中預警機或其他戰機的標定輔助下，一架F-16V便足以攻擊多個目標。
F-16戰鬥機製造商洛克希德馬丁公司表示，他們正持續在歐洲推銷F-16與升級成F-16V的機會，甚至遷移生產線至南卡羅來納州。副總裁埃凡斯（Michele Evans）表示，幾年前他們沒想過F-16買氣會大幅復甦，全球銷售潛力達到400架左右，而購買F-16的國家也正在走上購買F-35的路上，當前公司致力於為歐洲客戶升級F-16或提供新出廠的戰機。
首批新造的F-16V，已於2024年3月6日交付予巴林皇家空軍。

#### F16（F16 CM/DM）
美國空軍2022年2月28日宣布，將對現役空軍及美國空中國民兵F-16機隊，展開大規模性能提升計畫，預計將608架F-16C/D戰機，升級至原廠洛克希德馬丁公司的F-16。這次升級的美軍F-16C/D為Block 40/42/50/52批次構型，升級後機型美軍稱為F16CM/DM，升級進行項目至少22項裝備升級，耗資63億美元，其中包括
1. APG-83型主動電子掃描陣列（AESA）雷達、
2. 電戰設備、
3. 通訊套件、
4. 任務電腦與座艙航電系統
5. 加裝Link 16資料鏈以提升高速資料傳輸能力[59]。

### F-16IN/F-21
洛克希德馬丁公司為爭取印度空軍單引擎輕型戰鬥機汰換訂單提出由F-16V航電架構為基礎改造的F-16新批次機種，且配合印度總理莫迪提倡的印度製造政策，本批號預劃整廠輸出在印度製造。此計畫源自洛馬公司曾以F-16 E/F批次60為基礎的F-16IN方案爭取印度的中型多用途戰機計畫（Medium Multi-Role Combat Aircraft, MMRCA），但在2012年公布的競標結果是由法國達梭的飆風戰機獲勝，後由於印法之間的諸多爭議使飆風戰機的採購並不順利，2015年印度在首批僅採購了36架，因此日後印度再次對外提出採購需求，促使洛馬公司重啟研發以進行投標，競逐印度空軍114架戰鬥機的訂單。
隨後洛馬公司與印度塔塔先進系統公司合作研發，以F-16V批次70/72為基礎，升級APG-83 AESA雷達、拖曳誘餌系統，以及來自F-16IN的集成探頭和錐套保形油箱，並將此方案命名為F-21。《印度新聞信託社》（PTI）等媒體引述洛克希德馬丁公司戰略與商業發展副總裁拉爾（Vivek Lall）的談話指出，F-21和F-16V批次70是兩個不同的平台並存在顯著差異，包括機身、武器能力、引擎本體和使用引擎的選項都有所不同，並攜帶了40%新型武器，駕駛艙有大型顯示器，具備很強的整合綜合資訊能力，還可攜帶額外40%的空對空武器，而且電子作戰系統是特別為印度開發的。
然而《戰機》（Combat Aircraft）雜誌與《國家利益》（The National Interest）網報導，F-21很可能成為飆風戰機的手下敗將，分析指出印度先前訂購了36架飆風戰機，基礎設施已就位，若添購同款戰機，訓練、基礎設施與維修費用都不會造成太大的負擔。
2020年印度方面購入33架俄羅斯戰機，以及2021年購入83架印度斯坦航空的光輝戰鬥機，間接擱置此方案。

### 其他衍生型

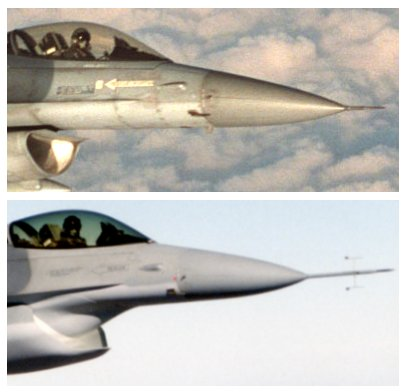
上圖為普通進氣道的F-16，下圖則為DSI進氣道的F-16實驗機

#### F-16/79
以F-16A為基礎，使用設計已過時的J79渦輪噴射發動機的外銷版，以回應總統欲藉著出售性能降低版的武器達到的限縮武力擴張政策。但是在卡特卸任後繼任的雷根總統無意繼續該項政策，因此後續外銷的F-16都是以原版技術規格出售，此降規版戰機並無成功外銷。

#### F-16/101
利用經改裝F-16A的機體，採用改良自B-1A轟炸機預定使用的奇異F101渦輪扇發動機試驗計劃。通用動力把這款發動機改為供戰鬥機使用，然而未獲採用。

#### F-16ADF
從F-16A批次15中挑選，專門為美國空中國民兵需求提升性能，執行戰鬥機攔截任務，因此名稱加上空中防衛戰鬥機（Air Defence Fighter，ADF）的縮寫。自1986年開始，美國開始物色更換F-106與F-4C攔截機的機種，當時在F-15A、F-20、新造F-16C/D、改良F-16A/B這四種方案中評估，挑選最省錢的改良F-16A/B系列，1986年10月通過方案。因冷戰結束，戰略狀態改變下，這批戰機很快地就退役轉賣他國，包括約旦、泰國。此外，輸出葡萄牙空軍的F-16Block 15 OCU也是按照此構型製造。
一共有271架（A型246架/B型25架）接受此方案工程實施結構與航電升級，雷達雖然仍使用APG-66(V)1，但加裝了AIM-7與AIM-120射控所需的連續波照射模式硬體模組與機彈資料鏈，並且在駕駛艙的前下方加裝一具探照燈，提供夜間目標辨識能力。機體特色是垂直尾翼根部因安裝AN/ARC-200無線電而較為龐大。

#### F-16I

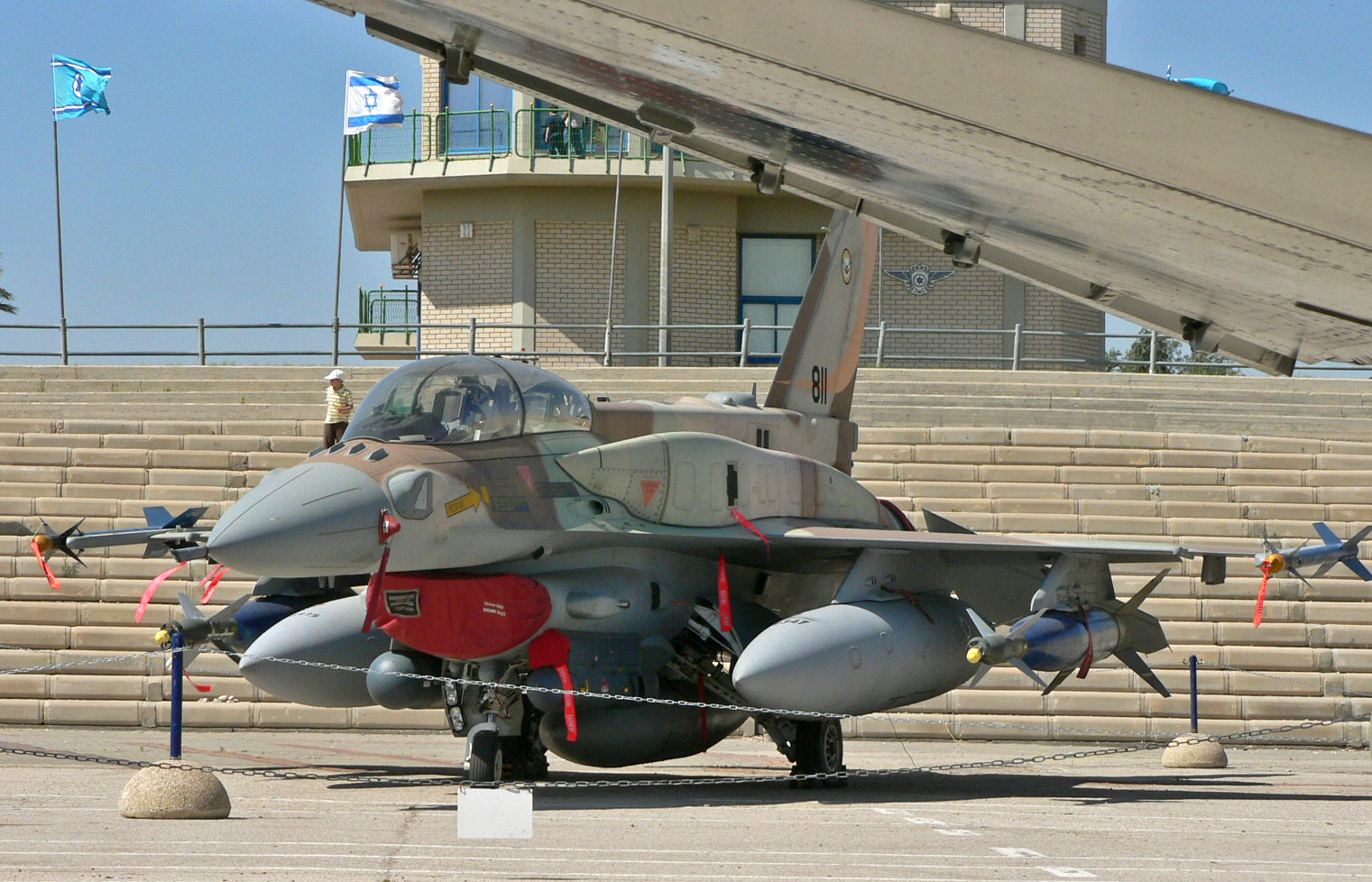
以色列的F-16I有適型油箱，並於機背原有的電戰系統艙內再加上自製電戰模組

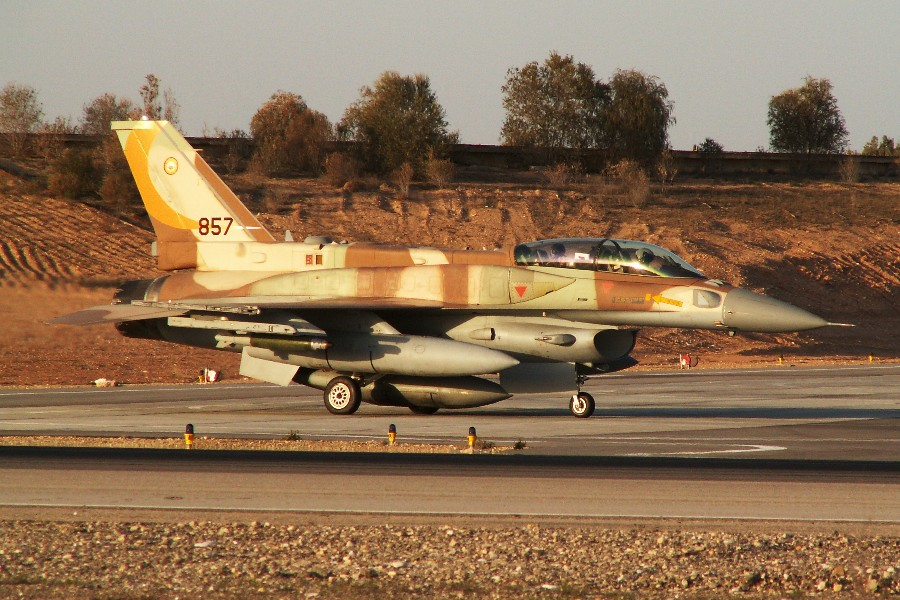
以色列的F-16I側面

專門為以色列生產的航電升級版F-16D Block 52 Plus。機上的航電系統大量採用以色列自製的組件，此外還有適形油箱以增加航程。

#### F-16IQ
為伊拉克空軍生產之先进技术限制版F-16C/D Block 52 Plus。該批戰機只能發射較舊款的AIM-7、AIM-9L、AGM-65導彈，以及投擲鋪路系列炸彈，且不具備超視距空戰能力。

#### F-2A/B（FS-X）
日本三菱重工生產，以F-16 C/D Block 40為基礎將主翼面積增加25%，並且以複合材料製造，與洛克希德馬丁合作設計生產。主要任務為對地打擊與反艦作戰，但靠著先進的電子戰系統和雷達，在空對空作戰也很有不錯的表現。原定生產130架，到2005年時日本宣布在生產98架之後終止生產計畫。

#### F-16XL

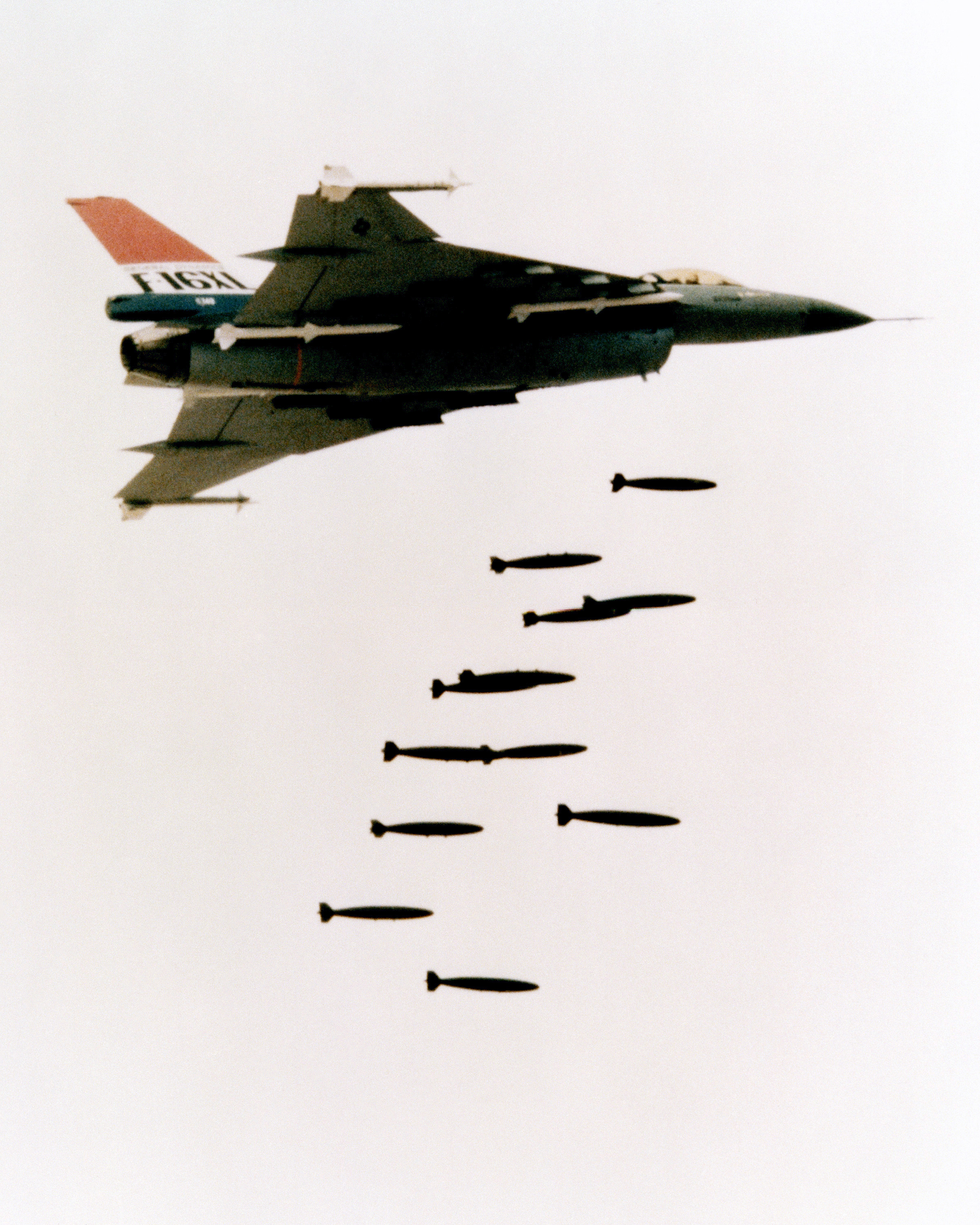
F-16XL是實驗版的大掛載攻擊機型

由美國國家航空暨太空總署使用於研究計畫的箭鏃翼版本，稍後加入增強版戰術戰鬥機（Enhanced Tatical Fighter）計畫競標，輸給F-15E。

#### RF-16
丹麥及台灣的偵察型F-16，各有10架，分別於1994年及2004年完成改裝，並分別攜帶MPR及AN/VDS-5LOROP-EO筴艙執行偵查任務；當中，後者愛稱為「鳳眼」，皆隸屬於虎瞰中隊，並將於2025年起換裝MS-110筴艙。

#### F-16A(R)
荷蘭及比利時的偵察型F-16，由F-16A中抽調飛機改裝，搭配Orpheus筴艙，當中荷方的F-16A(R)早於1983年已經服役，具體數量不明；而比利時的改裝飛機則有3架，要到1995年才投入服務。

#### F-16(R)
美國的偵察型F-16，由Block 30改裝而成，配備ATARS偵察筴艙，旨在取代日漸老化的F-4。改裝工程於1988年立項，但直至1996年才完成。

#### F-16中期壽命升級（MLU）
中期壽命升級（Mid Life Update）計畫是為了協助荷蘭皇家空軍、比利時皇家空軍、丹麥皇家空軍、挪威皇家空軍、葡萄牙空軍、美國空軍等各國服役中的F-16A/B及F16C/D。性能提升過後的F-16A/B稱為F-16AM/BM、性能提升後過後的F16C/D稱為F16CM/DM。

#### F-16N

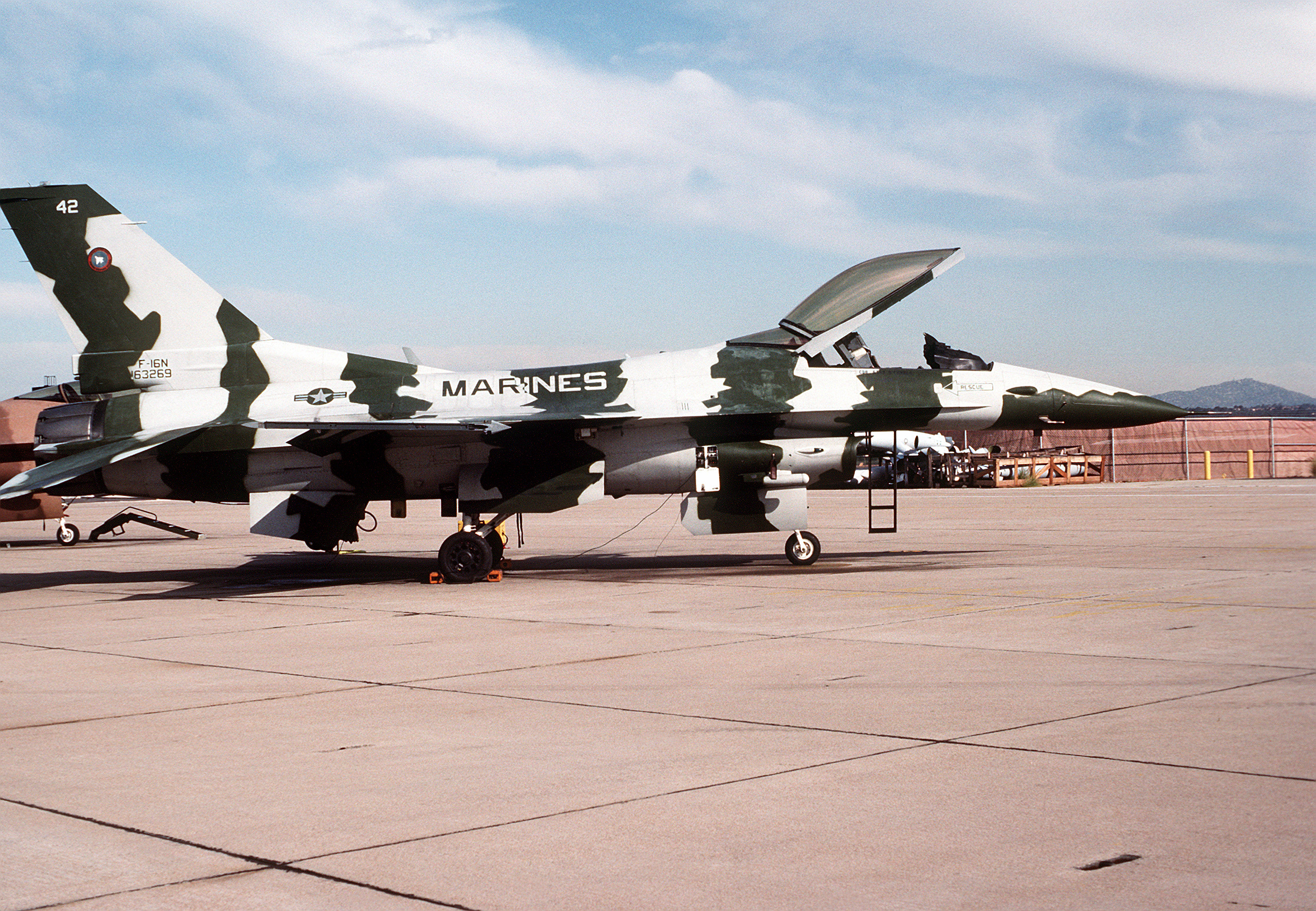
美國海軍陸戰隊F-16N

一共有26架F-16C批次30交給美國海軍做為假想敵訓練機種。這一批飛機稍後因為結構發生裂縫的關係而退役。

#### KF-16
洛克希德馬丁公司於1990年代授權韓國生產的F-16。其中有2,500項零組件與原先的F-16C/D不同。1990年代後期洛克希德馬丁公司與韓國KAI公司合作設計T-50/FA-50飛機，這架飛機設計上也源自於F-16。

#### F-16 VISTA/MATV（NF-16D）
由以色列空軍所提供的一架F-16D 批次30給洛克希德公司進行改裝，並用於向量推力試驗之用。DARPA 在 2022 年 12 月於加州愛德華茲空軍基地藉由一台稱為 X-62A 「 VISTA 」 的特別改裝 F-16 ，再行安裝 ACE 計畫的 AI 演算法系統，在多天實證由 AI 進行完整的戰鬥機飛行控制。不過如同許多自駕車實驗計畫一樣， X-62A 仍有一名用於確保飛行安全的駕駛員作為最後防線。

#### QF-16

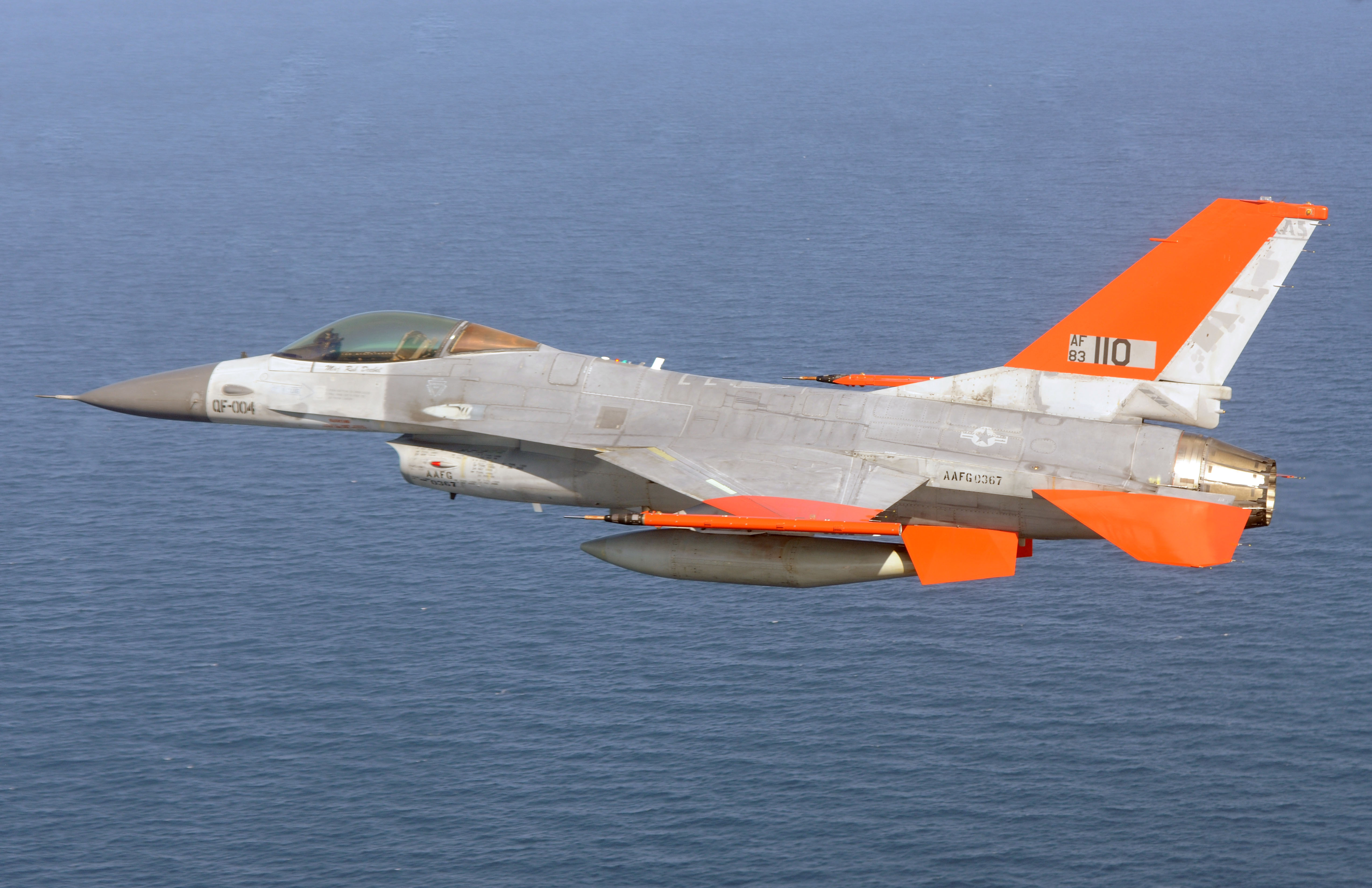
正在進行試飛的QF-16

QF-16由已退役的F-16改造。2013年9月，波音公司及美國空軍進行F-16無人機測試，兩名美國空軍飛行員由地面控制飛機，飛機從佛羅里達州的基地飛到墨西哥灣；在測試中QF-16加速時達到7G，並做出了「桶滾」（Barrel Roll）及「Split S」等機動。波音公司認為，QF-16可以最終用於幫助訓練飛行員，提供了一個可以用於射擊練習的對手。

#### F-16 CCV
性能實驗機。

#### F-16 SFW
前掠翼試驗機，計劃與X-29競爭。

## 使用國
2021年，根據英國雜誌《世界空軍》(Flight International)的評選報告，F-16服役架次排名為第一名，以2267架佔比全球軍機的15%拔得頭籌。

F-16系列戰機使用國，藍色為現役，紅色為退役，深黑色為待交付

### 現役國
- 美国：
  -  美國空軍/國民警衛隊（訂購或獲得總數：2231架[72]）：
    - 美國空軍於1978年8月17日接收第一架F-16戰機（F-16A Block 1 編號#78001），2005年3月25日接收最後一架F-16戰機（F-16C Block 50 編號#01053），總計共接收2231架F-16戰鬥機。
    - 美國空軍負責人在一場記者會上正式表態，他們將透過升級、延壽、改良等手段，保留現役F-16戰機直到2040年，目前暫時並不考慮替換方案或研發新一代繼承者[73]。
    - 根據2024年1月的統計，美國空軍、國民警衛隊及空軍預備役共有841架F-16C/D，其中分為[74]：
      - 美國空軍 506架
      - 國民警衛隊 281架
      - 空軍預備役 54架

  -  美國海軍（40架）：
    - 美國海軍總共接收過40架F-16戰機，曾經接收巴基斯坦採購但因1990年代禁運而未交付的14架F-16A/B Block 15OCU[釋注 1][75]、F -16C / D用於假想敵訓練[76]。
    - 美國海軍的F-16N和TF-16N即使保留了所有F-16均有配備的標準跑道攔阻尾鉤，但它依舊無法在航空母艦上降落。F-16及其起落架無法吸收在航空母艦降落時所產生的高能量衝擊，攔阻尾鉤僅僅只有在緊急的情況之下才會使用。

  - 太空總署（4架[77]）：
    - 美國太空總署（NASA）並不是一支軍事力量，所擁有的F-16戰機也不屬於軍事部署，但它在航空航天技術上的研究和開發，佔有相當重要的地位。
    - 太空總署擁有兩種奇特的F-16戰機型號，即F-16XL和F-16A AFTI兩種，此二者均參與的研究不僅適用於F-16，同時也適用於其他飛機的先進技術。此外，太空總署也使用多架標準F-16戰機作為發動機的試驗平台。
- 以色列：
  - 以色列空軍（362架）：在1978年以色列便宣布將採購75架F-16A/B並在1979年~1981年交付，1986~1988年交付以色列首批75架F-16C/D block 30，在1991年~1993年間交付30架F-16C block 40和30架F-16D block-40，在波斯灣戰爭後美國以剩餘國防物資（EDA）的方式交付以色列50架二手的F-16A/B，以色列除操作A/B/C/D型外也在2004年~2009年獲得102架衍生自F-16C/D block 52+的F-16I（換裝自製航電系統）。
  - 2016年12月26日，所有在役的F-16A/B Block 1/5/10共125架全數除役，F-16C/D則全數升級為 "Barak 2020"。
- 土耳其：
  - 土耳其空軍（310架）：土耳其部分授權土耳其航太產業公司生產，最初生產240架，2007年追加訂購30架Block 50+，其後又將Block 30及40的既有機材升級至同一標準。因應土耳其批准瑞典加入北約，美國於2024年1月決定批准土耳其採購79套（架）F-16V升級套件，以及40架新造F-16C/D block 70[46][78]。
  - 1996年10月8日一架土耳其空軍F-16D Block 40（編號#91-0023）戰鬥機，在愛琴海上空侵犯希臘領空，經希臘空軍的幻象2000EG驅離無效後，幻象2000EG發射了一枚魔法紅外線導引空對空飛彈，將土耳其的F-16D擊落。F-16D機上兩位飛行員，一位跳傘逃生、一位當場死亡。這是F-16戰鬥機在空戰史上第一次被擊落，也是截至目前為止唯一的一次。
- 埃及：
  - 埃及空軍（240架）：埃及自大衛營協議簽署並改善與以色列的關係後後埃及便積極重新引入西方武器，先後有六項PEACE VECTOR計劃交付埃及42架F-16A/B Block 15、40架F-16C/D Block 32和138架F-16C/D Block 40。在2010年3月埃及宣布增加採購20架F-16C/D Block 52（16架F-16C和4架F-16D），2013年2月3日交付埃及此次採購中的4架F-16，其餘16架計劃將在2013年交付，2013年政變後美國宣布將持續交付F-16，然而，2013年7月24日美國總統歐巴馬宣布由於埃及政局持續動盪因此將停止交付，2015年3月才恢復交付並於同年10月交付完畢。
- 中華民國：
  -  中華民國空軍（216架）：1992年美國同意出售中華民國空軍150架F-16A/B戰機，包括120架F-16A單座型與30架F-16B雙座型。於1997年開始交機，2001年全部150架F-16交機完成。
  - 1997年4月14日於嘉義基地接收首架F-16戰機。2001年12月18日，第一個換裝F-16A/B戰機的第455聯隊正式成軍。花蓮基地於1998年7月1日開始換裝F-16A/B戰機。2002年1月16日，第二個換裝F-16A/B戰機的第401聯隊正式成軍。
  - 2011年美國授權漢翔航空工業公司為其中140架F-16 Block 20升級為F-16V標準（正式名稱為F-16AM/BM，對外則通稱F-16V[79]）[80]，所有改裝工作已於2023年12月完成。
  - 2019年8月20日美國國務院批准出售66架新造F-16C/D Block 70（通稱F-16V）戰機[81]，F-16C 56架、F-16D 10架，交由位於南卡羅來納州的格林維爾廠生產。首架F-16 Block 70戰機已於2025年3月28日出廠，戰機編號6831，是一架雙座型教練機，預計未來將會在台東志航基地的第七聯隊服役。[82]
- /大韓民國:
  -  大韓民國空軍（180架）：為應對朝鮮人民軍空軍當時在數量上的優勢，韓國在1981年訂購36架F-16C / D Block 32，後續增購4架，購置了40架Block32。在1991年，決定增購120架F-16C/D Block 52，韓國稱為KF-16C/D，其中12架由原廠生產、36架授權韓國航太工業公司組裝生產、72架授權生產，2000年代增購20架，最終韓國購置了140架FK-16。KF-16與原版Block52差別是動力換用F100-PW-229 EEP，電戰莢艙選用了國產品AN/ALQ-200K。目前韓國的F-16升級分成兩批次，KF-16機隊在2016年與洛克希德馬丁簽約，以12億美金的價格升級134架KF-16至F-16V標準。[83]Block 32機隊則是僅升級敵我辨識系統與戰術資料鏈功能，在2009年5月美國國防安全合作局公布以2.5億美金價格出售35架F-16 Block 32機隊升級套件，[84]該合約到2020年3月31日才正式簽訂，總價也下修為1.94億美元，[85]
- 希腊：
  - 希臘空軍（170架）：於1985年首次訂購40架F-16C / D Block 30，此批F-16在1989~1990年開始交付隨後希臘繼續增購40架F-16C / D Block 50並在1997~1998年開始交付。2000年6月訂購50架F-16C / D Block 52+，在2001年9月追加至少10架，2004年6月交付（40架F-16C和20架F-16D）。2005年12月希臘與美國簽署一份LOA採購30架F-16C / D Block 52和10架選擇權（未行使，共20架F-16C和10架F-16D），並在2009年交付完成。美國國防部2018年12月20日宣布，將為希臘空軍其中84架F-16C/D型戰機，將升級為最新版本的V型（Viper），希臘的訂單總金額約為9.98億美元（新台幣307億5千萬），將於德州沃斯堡（Forth Worth）進行改造工程，預計可在2027年6月完成[54][86]。截至2022年9月15日希臘空軍已從現役156架中預計升級總共83架F16C/D 先取得已完成升級的兩架F16
- 比利时：
  - 比利時空軍（160架）：1979年開始交付Block1/5/10批次的F-16A/B型共116架，1985年~1991年交付F-16A/B-15OCU共44架，比利時也生產丹麥皇家空軍所採購的F-16。冷戰過後，部分機材因裁軍而轉售予約旦皇家空軍。剩下機體因日漸老化，將逐步由F-35A取代。因應俄羅斯入侵烏克蘭，比利時政府將轉讓退役F-16予烏克蘭空軍，預計2025年起交付[87]。
- 乌克兰：
  -  烏克蘭空軍（97架以上）：烏克蘭空軍自2014年俄羅斯聯邦併吞克里米亞後，計劃採購西方戰機[88]，以替換現存的蘇式戰機，當中JAS-39、F-16V、F-15EX及陣風戰鬥機均在考慮之列[89]，但計劃一直停滯不前，並因戰事而受阻。因應俄羅斯全面入侵，荷蘭政府於2023年1月宣佈擬向烏克蘭提供二手F-16A，以作為俄烏戰爭期間對該國的軍援之一[90]。及後，美國國家安全顧問蘇利文於同年5月19日，表示美方批准歐洲盟友向烏軍提供F-16[91]。同年7月，美國國家安全委員會戰略溝通協調員表示，首批來自歐洲各國的二手F-16A/B，將於2023年底起交付[92]。8月，荷兰和丹麦宣布将分别向乌克兰提供42架和19架F-16战机[93][94]，首批飞行员训练将在丹麦和罗马尼亚进行[94]。及後，挪威及比利時亦宣佈，將向烏克蘭提供第三及第四批F-16，數目未定[87][95]。2024年5月28日，比利时宣佈將在2028年前向烏克蘭交付30架F-16戰機，且希望在2024年底開始交付[96]；一個多月後，挪威亦確認將交付6架[97]。8月1日，立陶宛外交部部長和一名美方官員表示，首批F-16已抵達烏克蘭[98]。
- 阿联酋：
  - 阿拉伯聯合大公國空軍（英语：United Arab Emirates Air Force）（80架）：訂購共80架F-16E/F Block 60，當中包括55架F-16E Block 60和25架F-16F Block 60。
- 约旦：
  - 約旦皇家空軍（80架）：約旦於1994年與以色列簽署和平協議後便重新打開對美軍購的大門，在1997年~1998年的和平獵鷹I計劃中約旦獲得了16架二手的F-16A/B ADF，和平獵鷹II計劃中取得17架二手的F-16A/B（16架F-16A和1架F-16B），和平獵鷹II計劃取得的17架均由土耳其航空產業（英语：Turkish Aerospace Industries）升級至F-16AM / BM MLU標準，2005年以和平獵鷹III計劃從比利時購得16架F-16AM / BM，2006年後約旦先後以和平獵鷹IV、VI計劃向荷蘭採購6架及13架二手F-16BM、和平獵鷹V向比利時採購9架F-16AM / BM；及後，約旦於2014年向巴基斯坦轉讓首批採購的二手F-16A/B。2022年2月3日美國出售約旦價值達42.1億美元的F16C/D Block 70，12架F-16C和4架 F-16D，約旦還將採購21具發動機，而其中5具將作為備用發動機[99]。
- 巴基斯坦：
  - 巴基斯坦空軍（76架）：從1983年至1987年，獲得了40架F-16A/B Block 15戰鬥機。隨著蘇聯－阿富汗戰爭結束、巴基斯坦發展核武應對和印度的潛在衝突與對美國的戰略價值驟然消失，美國於1990年對巴基斯坦實施武器禁運，巴基斯坦訂購的28架F-16A/B戰鬥機遭凍結交付並凍結巴基斯坦的購機款未歸還。2003年美國對阿富汗戰爭陷入膠著後，於2005年至2008年交付給巴基斯坦這批被扣留的戰機中的14架。2006年，美國軍援了12架F-16C與6架F-16D Block 52+並計劃提供另外的18架。2014年，巴基斯坦從約旦手中接收了一批F-16AM/BM三手機；兩年後，美國再批准軍援另外2架F-16C Block 52及6架F-16D Block 52，但沒有下文。
- 新加坡：
  - 新加坡空軍（74架）：新加坡曾於1988年，自美軍購得8架二手F-16A/B戰鬥機。自2000年代起，新加坡空軍再採購另外三批全新F-16C / D Block 52/52+，而原有8架二手機則轉讓予泰國皇家空軍。
- 泰國：
  - 泰國皇家空軍（61架）：最初規劃訂購F-16/79，第一批訂購12架F-16A/B-15OCU在1988年交付並另外取得6架F-16A-15OCU，1995年交付18架，嘗試採購F-18戰鬥機失敗後做為替代方案美國提供18架F-16ADF（剩餘國防物資），2005年自新加坡空軍取得3架F-16A-15OCU和4架F-16B-15OCU。
- 摩洛哥：
  - 摩洛哥皇家空軍 （49架）：2007年12月27日布希政府宣布計劃於出售摩洛哥24架F-16C/D Block 52戰鬥機（18架F-16C+6架F-16D）和24架T-6B教練機，價值高達26億美元，此次出售於2008年6月6日正式宣布，於2011年7月開始交付，所有F-16戰鬥機於2012年8月底交付完成，2019年初美國國防安全合作局發佈新聞稿表示擬出售25架F-16C/D Block 72戰機同時升級現役23架F-16 C/D型戰機[100]。
- 羅馬尼亞：
  - 羅馬尼亞空軍（49架）：羅馬尼亞自2000年代加入北約亟欲汰換蘇製MiG-21戰鬥機，雖然該批MiG-21經以色列現代化方案升級，但始終與其他北約成員國存有差距。羅馬尼亞期初在2005年與以色列洽談收購一批二手F-16，其後在2006年又與比利時洽購二手F-16A/B，及後輾轉於2008年鎖定美國空軍封存的24架F16C/D Block 25，但最終在2013年向提出較優惠方案的葡萄牙購入12架 F-16A/B Block 15，並由洛歇馬丁負責翻新予定於2016年9月交付，最後三架來自葡萄牙的二手F-16戰機，於2017年全數交付羅馬尼亞完畢[101]。同時表示對購入第二批二手F-16有極大興趣[102]2016年，羅馬尼亞正式宣佈再度洽購二手F-16，此次則主要與北約成員國接洽[103]。2019年底《羅馬尼亞內幕網》（Romania Insider）報導，羅馬尼亞當地媒體從羅馬尼亞下議院近日公告發現，在國防部請求下、批准一筆約3億3320萬歐元（約新台幣112億5000萬元）的新經費，決定再次向葡萄牙空軍採購5架二手F-16戰機，加速替換麾下老舊米格21的進度[101]。羅馬尼亞國防部2020年8月16日宣布，該國增購的5架二手F-16戰機，2架已飛抵羅馬尼亞，年底將再接收2架、2021年第1季交貨最後1架。羅國空軍表示，等這5架增購的F-16全數抵達後，將和先前採購的12架（共17架），一同升級至F-16 MLU M6.5R的規格標準。[101]而後宣布，將向挪威採購32架二手F-16戰機，以升級空軍。首三架挪威二手機已於2023年11月29日交付，其餘飛機亦將陸續交付。
- 波蘭：
  - 波蘭空軍（48架）：2006年~2009年交付36架F-16C block 52 +和12架F-16D block 52 +用以取代麾下陳舊亦過時的蘇聯時代戰鬥機。美國於2024年10月批准波蘭48架F-16C/D block 52 +升級為F-16V[104]。
- 智利：
  - 智利空軍（46架）:2000年F-16擊敗對手JAS 39戰鬥機、幻象2000戰鬥機和F-18戰鬥機成為智利新一代戰鬥機，智利共向美國訂購了10架F-16C/D Block 50+，2005年智利向荷蘭採購18架二手F-16A / B MLU（11架F-16AM和7架F-16BM）並於2006年年中交付。2008年底智利政府表示有意再向荷蘭採購18架F-16A/B並在2009年4月確認。
- 葡萄牙：
  - 葡萄牙空軍（45架）：1990年葡萄牙向美國採購20架F-16A/B Block 15 OCU（17架A型和3架B型），於1994年2月18日交付，並於同年7月18日完成，1997年11月20日美國國防部批准出售葡萄牙一批F-16，1998年11月30日，葡萄牙確認採購25架二手F-16 Block 15（21架F-16A和4架F-16B），然而科索沃戰爭暴露了葡萄牙所屬的F-16未有與其他北約成員國擁有相同的戰力。2006年葡萄牙政府宣布出售12架F-16。2012年9月25日，羅馬尼亞和葡萄牙開始談判以價值6億美元的價格從葡萄牙購買12架二手F-16。飛機將在未來五年內交付羅馬尼亞。2013年10月11日，羅馬尼亞國防部宣布簽署購買12架二手F16的合同。2020年羅馬尼亞再次向葡萄牙空軍採購5架二手F-16戰機，升級成M6.5標準。
- 巴林：
  - 巴林皇家空軍（英语：Royal Bahraini Air Force）（38架）：1987年訂購8架F-16C Block 40和4架F-16D Block 40，日後為汰換老舊的F-5戰鬥機訂購10架F-16C Block 40，2017年訂購16架F-16C/D Block 70並一併升級麾下現役的19架戰機至F-16V標準，2024年預計先取得4架交機的F-16C/D Block 70。2024年3月6日，首批新造的F-16V自美國廠房起飛，交付巴林皇家空軍[58]。
- 伊拉克：
  - 伊拉克空軍（34架）：2008 年，美國與伊拉克簽署協議提供36架F-16IQ戰鬥機，並於2010年至2011年間分兩次批准，以取代年久失修的俄羅斯戰機與中國戰機。2014年，伊拉克巴拉德空軍基地終於迎來了屬於自己的第一架F-16戰鬥機，後來一共提供了34架，還有2架在美國訓練時損失[105]。
- 印度尼西亞：
  - 印尼空軍（33架[106]）：1989年交付8架F-16A Block 15 OCU和4架F-16B Block 15 OCU，墜毀兩架。2011年採購24架美軍除役的F-16C/D Block 32+（一說為F-16 Block 25）[107][108]。
- 委內瑞拉：
  - 委內瑞拉空軍（24架）：委內瑞拉在1982年5月以和平三角洲計劃（PEACE DELTA）訂購24架F-16A/B Block 15，美國政府最初打算提供F-16/J79版本，但最終授權銷售標準的F-16A/B block 15型，18架單座機和6架雙座機，於1983年9月開始交付，並於1985年交付完成。後來，由於反美的查維茲政權上台，導致美委關係惡化，美國不再為該批F-16A/B提供後續支援，導致現役F-16戰機妥善率欠佳。
- 阿曼：
  - 阿曼皇家空軍（英语：Royal Air Force of Oman）（24架）：2002年5月阿曼向美國採購12架F-16C/D Block 50（8架F-16C和4架F-16D），2011年12月14日阿曼已增購12架F-16C / D Block 50。
- 阿根廷：
  - 阿根廷空軍（24架）：1999年美國宣布同意出售36架二手F-16A (MLU) (+6架備料) ，然而阿根廷並未採購。及後，美國再於2023年宣布批准阿根廷採購24架丹麥皇家空軍的二手F-16A/B[109]，而阿根廷政府翌年1月尾宣佈將購買該批機材[110]。
- 保加利亚：
  - 保加利亞空軍（16架）：保加利亞國防部於2018年12月1日宣佈，保加利亞政府將投入約18億保加利亞列弗（約10.3億美金），預計採購8架替換現役MiG-29戰機。在保加利亞中間偏右的政府堅持下，國會於2019年1月中旬以130票贊成、對上84票反對，授權政府與美國軍方、洛克希德馬丁展開採購談判。得到國會授權後，國防部長、經濟部長等高層代表團隨後抵達美國本土展開與華府和洛克希德馬丁公司的談判，協議8架新型F-16V的訂單內容。國防部長卡拉卡扎諾夫（Krasimir Karakachanov）表示，他期望此一軍購案，能在2019年6或7月前拍板，並會努力讓軍購總金額，控制在7億7100萬至9億2500萬歐元（約8億6396萬至10億3653萬美元）之間，更希望在簽約後36個月內交付。[111]2020年正式訂購8架F-16C/D block 70。美國國務院2022年4月4日批准以16.73億美元出售 F-16 C/D Block 70 戰機，單座機4架、雙座機4架[112]。2022年11月4日，保加利亞國會批准以13億美元再購買8架F-16C/D block 70[113]，將於2027年開始交付。
- 斯洛伐克：
  - 斯洛伐克空軍（14架）：2018年美國國務院批准兩筆海外武器訂單，其中對斯洛伐克出售14架F-16V戰機，總價約29.1億美元（約848.9億台幣），該訂單除戰機本身外，還包含惠普（Pratt &Whitney）和奇異（General Electric）多款引擎、雷達與通訊系統、AIM-120、AIM-9X等設備[114]。斯洛伐克國防部於2019年7月正式宣布向美國洛克希德馬丁採購14架新型F-16V（12架單座和2架雙座，另有瑞典薩博製造的JAS 39獅鷲戰鬥機但最終未入選），首批4架預計在2022年交付，洛馬將協助訓練斯洛伐克22名飛行員；美國國防部7月31日釋出聲明稿，正式批准斯洛伐克採購14架F-16C/D block 70，經調整後、合約總金額為7億9995萬美元（約新台幣248億9700萬元），由洛馬位於北卡羅來納州的工廠生產，預期在2024年全數生產完畢。合約內容包含生產與後勤支援，但聲明稿中並未提及，除戰機本身外，斯洛伐克空軍究竟還加購了哪些飛彈、發動機或零組件[115]。

### 退役國
- 荷蘭：
  - 荷蘭皇家空軍（213架）：授權由福克公司生產並於1979年~1992年間交付，荷蘭最初訂購102架F-16A/B，日後追加訂購111架F-16A/B，其中52架為F-16A/B Block 15OCU型，1990年代有108架進行中期性能提升。由於冷戰結束後空軍大規模裁軍，加上荷蘭於2010年代起引進F-35A，F-16A/B於後來逐漸退役，當中有部分經由美國海外軍售，分別售與約旦6架及智利36架。俄羅斯入侵烏克蘭期間，烏克蘭總統弗拉基米尔·泽连斯基曾到訪荷蘭與荷兰首相馬克·呂特會面，會後呂特說，當烏克蘭的機師在丹麥和羅馬尼亞完成訓練，以及有關基建設施準備就緒後，當局就會向烏克蘭交付戰機[116]。2024年9月29日，荷蘭宣布F-16戰機退役由F-35A戰機取代，首批24架贈予烏克蘭[117]；而次批18架則暫調至羅馬尼亞，為烏克蘭飛行員提供訓練，再於2025年交付烏軍[118]。
- 挪威：
  - 挪威皇家空軍（74架）：1975年挪威為取代老化的F-104採購72架F-16A/B型，1989年為補充墜毀損失採購2架F-16B OCU型，2021年轉售其中32架F16給羅馬尼亞。2022年起僅保留2架F16將進駐航空博物館進行典藏，其餘皆已轉售羅馬尼亞，或轉贈予烏克蘭，並以F-35A取代，2022年1月6日宣布全數退役[119]。
- 丹麦：
  - 丹麥皇家空軍（70架）：F16A/B Block 15,於1990年MLU upgrade為F16AM/BM ,至2024年約仍有43架[120]，由於丹麥將會換裝F-35A聯合打擊戰機，總數27架，因此這批F-16AM/BM戰機走向退役[120]；而因俄羅斯入侵烏克蘭的緣故，丹麥政府於2023年再決定提早2年將該等機材退役，除24架在2024年3月26日轉售予阿根廷[121]外，其餘19架將轉讓予烏克蘭空軍[122]。
- 義大利：
  - 義大利空軍（34架）：為填補颱風戰機服役前的過渡期，義大利便向英國租貸24架龍捲風戰機，此租約於2003年到期，義大利為填補颱風的延遲服役造成的戰力真空，遂向美國租貸30架F-16A/B-15ADF與4架備料機，此租約為期五年並延長租貸期限五年，義大利租用的F-16於2010年至2012年5月23日陸續返還美國。

### 潛在使用國/過往投標記錄
- 伊朗：
  - 伊朗帝國空軍（160架~300架）：伊朗於1976年訂購160架F-16A/B並可選擇再增加140 架飛機。由於1979年的伊朗革命取消交付與後續訂單交付。[123]其中55架後來交付以色列空軍。[124]
- ：
  - 澳大利亞皇家空軍（約75架）：1970年代末至1980年代初期，澳洲計劃採購新型戰鬥機，以汰換幻象III戰鬥機。在初步評估過程結束後，澳洲選擇對F-16C和F/A-18進行詳細評估，兩者都滿足其技術要求。雖然F-16C比F/A-18便宜，但澳大利亞認為F/A-18在技術上更成熟，在運營部署期間更容易維護，並且可能具有更低的損耗率。因此，澳大利亞政府於1981年10月訂購75架F/A-18。
- 新西兰：
  - 紐西蘭皇家空軍（28架）：1998年12月紐西蘭總理珍妮·希普利批准租貸/採購28架F-16A/B block 15（計劃取得原計劃交付巴基斯坦因禁運而取消的F-16）作為汰換A-4臨時替代品。在一項備受爭議的舉動中，海倫·克拉克領導的工黨政府在2000年3月取消計劃，理由是紐西蘭的安全環境，而“空戰部隊不是優先事項”。
- 印度：
  - 印度空軍：洛馬希德·馬丁曾為了爭取印度訂單，為印度量身打造F-16IN Super Viper（F-21） 戰鬥機[125]，宣傳為「終極最強的第四代戰機」。此型F-16將具備超音速巡航的能力，亦即即使不打開發動機的後燃器，仍能超音速飛行。然而，在該次「中型多用途戰機」採購案中，印度方面決定選購法國製陣風戰鬥機。
- 日本：
  - 日本航空自衛隊：1974年，日本航空自衛隊決定採購第四代戰鬥機，以取代F-104星式戰鬥機及部分F-4幽靈II戰鬥機，當中F-16亦為競標方案之一，並與F-14及F-15一同進入第二輪競標[126]。由於不具備全天候作戰能力，F-16未能中選[127]，而日方最後決定採購F-15J戰鬥機。然而，日本又於1987年，決定以F-16為基礎，與美國合作開發F-2戰鬥機。
- ：
  - 克羅埃西亞空軍和防空軍（英语：Croatian Air Force and Air Defence）（約12架）：克羅埃西亞為取代南斯拉夫時期遺留的MiG-21戰鬥機提出了新的採購案，其中首選有瑞典製JAS 39獅鷲戰鬥機及F-16C/D，兩者皆為北約組織成員使用，其次則是法國幻象2000戰鬥機、以色列幼獅戰鬥機及韓國FA-50戰鬥攻擊機。[128]2018年原由以色列空軍的12架中古F-16獲選，但在2019年1月因美國反對軍售案，因此與以色列的中古F-16軍售案告吹；及後，該國最終改購法國陣風戰鬥機。
- 巴西：
  - 巴西空軍：2000年代後期，巴西空軍就採購新戰鬥機進行招標，當中以阿聯酋F-16E/F為基礎的F-16BR亦為競標方案之一。然而，當局最終選購JAS 39獅鷲戰鬥機[43]。
- 菲律賓：
  - 菲律賓空軍（20架）：早於1990年代，菲律賓已獲准採購26架原定交付巴基斯坦的F-16A/B block 15，但因亞洲金融風暴而不果。2021年6月24日美國國防部宣布同意出售10架F-16C Block 70/72與2架F-16D Block 70/72[129][130]，但菲律賓該次亦未採購；及後，美國國防部又於2025年批准菲方採購16架F-16C Block 70/72與4架F-16D Block 70/72[131]。
- 越南：
  - 越南人民軍空軍（24架）：自2016年美國解除軍備禁運後，越南即有意採購F-16戰鬥機。2023年9月23日，路透社引述消息人士指出，美越兩國正磋商一筆兩國間歷來最大的軍售案，當中包括提供F-16，但型號及數量不明[132]。至2025年4月，據報美越即將達成F-16採購案，越南人民軍空軍預計將採購共24架F-16C/D block 70/72戰鬥機[133]。

## 軍售與交付

### 歷次F-16海外軍售計劃紀錄及代號
| 計劃代號                 | 國別                        | 交付年    | 型號&數量                                                                | 備註                                                                    |
| ------------------------ | --------------------------- | --------- | ------------------------------------------------------------------------ | ----------------------------------------------------------------------- |
| Peace Amstel I           | 智利                        | 2006–2007 | (18)                                                                     | 原荷蘭皇家空軍F-16AM/BM                                                 |
| Peace Amstel II          | 智利                        | 2010–2011 | (18)                                                                     | 原荷蘭皇家空軍F-16AM/BM                                                 |
| Peace A'sama A'safiya    | 阿曼                        | 2005–2006 | (12) 8 F-16C-50 (Adv.), 4 F-16D-50 (Adv.)                                | 「A'sama A'safiya」意為「晴空」                                         |
| Peace A'sama A'safiya II | 阿曼                        | 2014      | (12) 10 F-16C-50 (Adv.), 2 F-16D-50 (Adv.)                               | 「A'sama A'safiya」意為「晴空」                                         |
| Peace Atlantis I         | 葡萄牙                      | 1994      | (20) 17 F-16A-15OCU, 3 F-16B-15OCU                                       |                                                                         |
| Peace Atlantis II        | 葡萄牙                      | 1999      | (25) 21 F-16A-15, 4 F-16B-15                                             | 美國空軍剩餘國防物資，5架F-16A做為備料，其餘接受中期壽命性能提升（MLU） |
| Peace Bima-Sena          | 印度尼西亞                  | 1989–1990 | (12) 8 F-16A-15OCU, 4 F-16B-15OCU                                        | 1996年曾再增購9架原訂交付巴基斯坦的同款機，但訂單於翌年取消             |
| Peace Bridge I           | 大韓民國                    | 1986–1992 | (40) 30 F-16C-32, 10 F-16D-32                                            |                                                                         |
| Peace Bridge II          | 大韓民國                    | 1994–2000 | (120) 80 F-16C-52, 40 F-16D-52                                           | 授權生產,韓國戰鬥機項目(KFP). KF-16                                     |
| Peace Bridge III         | 大韓民國                    | 2003–2004 | (20) 14 F-16C-52+, 6 F-16D-52+                                           | 授權生產,韓國戰鬥機項目(KFP). KF-16                                     |
| Peace Carpathian I       | 羅馬尼亞                    | 2016–2017 | (12)                                                                     | 原葡萄牙空軍F-16AM/BM                                                   |
| Peace Carpathian II      | 羅馬尼亞                    | 2020–2021 | (5)                                                                      | 原葡萄牙空軍F-16AM/BM                                                   |
| Peace Carpathian III     | 羅馬尼亞                    | 2023–     | (22)                                                                     | 原挪威皇家空軍F-16AM/BM                                                 |
| Peace Carvin I           | 新加坡                      | 1988      | (8) 4 F-16A-15OCU, 4 F-16B-15OCU                                         |                                                                         |
| Peace Carvin II          | 新加坡                      | 1998      | (18) 8 F-16C-52, 10 F-16D-52                                             |                                                                         |
| Peace Carvin III         | 新加坡                      | 2000–2002 | (12) 10 F-16C-52, 2 F-16D-52                                             |                                                                         |
| Peace Carvin IV          | 新加坡                      | 2003–2004 | (20) 20 F-16D-52                                                         |                                                                         |
| Peace Caesar             | 義大利                      | 2003–2004 | (34) 26 F-16A-15ADF, 4 F-16B-15ADF, 4 F-16A/B-5/10                       | 租賃                                                                    |
| Peace Condor             | 阿根廷                      |           | (24)                                                                     | 原丹麥皇家空軍F-16AM/BM                                                 |
| Peace Crown I            | 巴林                        | 1990      | (12) 8 F-16C-40, 4 F-16D-40                                              |                                                                         |
| Peace Crown II           | 巴林                        | 2000      | (10) 10 F-16C-40                                                         |                                                                         |
|                          | 巴林                        | 2024–     | (19) 19 F-16C/D-70                                                       | 首批交付的新造F-16V                                                     |
| Peace Crusade            | 比利时 · 丹麦 · 荷蘭 · 挪威 | 1979–1992 | (348)                                                                    | 北約其中四國聯合採購，部分授權比利時及荷蘭製造                          |
| Peace Delta              | 委內瑞拉                    | 1982–1984 | (24) 18 F-16A-15, 6 F-16B-15                                             |                                                                         |
| Peace Drive I            | 巴基斯坦                    | 2006–2010 | (18) 12 F-16C-52, 6 F-16D-52                                             |                                                                         |
| Peace Falcon I           | 约旦                        | 1997–1998 | (16) 12 F-16A-15ADF, 4 F-16B-15ADF                                       | 美國空軍剩餘國防物資                                                    |
| Peace Falcon II          | 约旦                        | 2003–2007 | (17) 12 [7+9?] F-16A-15ADF, 5 [1?] F-16B-15ADF                           | 美國空軍剩餘國防物資，交付前升級為F-16AM/BM                             |
| Peace Falcon III         | 约旦                        | 2008–2009 | (16)                                                                     | 原比利時空軍F-16AM/BM                                                   |
| Peace Falcon IV          | 约旦                        | 2009      | (6)                                                                      | 原荷蘭皇家空軍F-16AM/BM                                                 |
| Peace Falcon V           | 约旦                        | 2011      | (9)                                                                      | 原比利時空軍F-16AM/BM                                                   |
| Peace Falcon VI          | 约旦                        | 2017      | (15)                                                                     | 原荷蘭皇家空軍F-16AM/BM                                                 |
|                          | 约旦                        |           | (16) 12 F-16C-70，4 F-16D-70                                             |                                                                         |
| Peace Fenghuang          | 中華民國                    | 1997–2001 | (150) 120 F-16A-20, 30 F-16B-20                                          | 現存機體曾於2017-2023年間進行升級工程，以達到F-16V水平                  |
|                          | 中華民國                    | 2025–2026 | (66) 56 F-16C-70, 10 F-16D-70                                            |                                                                         |
| Peace Gate I             | 巴基斯坦                    | 1983      | (6) 2 F-16A-15, 4 F-16B-15                                               |                                                                         |
| Peace Gate II            | 巴基斯坦                    | 1983–1987 | (34) 26 F-16A-15, 8 F-16B-15                                             |                                                                         |
| Peace Gate III           | 巴基斯坦                    | 禁運      | (11) 6 F-16A-15OCU, 5 F-16B-15OCU                                        |                                                                         |
| Peace Gate IV            | 巴基斯坦                    | 禁運      | (60) 48 F-16A-15OCU, 12 F-16B-15OCU                                      |                                                                         |
| Peace Marble I           | 以色列                      | 1980–1981 | (75) 18 F-16A-5, 8 F-16B-5, 40 F-16A-10, 9 F-16A-15                      | 其中55架原訂交付予伊朗帝國空軍 以軍官方愛稱為「鷹」                     |
| Peace Marble II          | 以色列                      | 1986–1988 | (75) 51 F-16C-30, 24 F-16D-30                                            | 以軍官方愛稱為「閃電」，於2020年起進行翻新                              |
| Peace Marble III         | 以色列                      | 1991–1993 | (60) 30 F-16C-40, 30 F-16D-40                                            | 以軍官方愛稱為「閃電」，於2020年起進行翻新                              |
| Peace Marble IV          | 以色列                      | 1994      | (50) 3 F-16A-1, 2 F-16B-1, 1 F-16A-5, 7 F-16B-5, 32 F-16A-10, 5 F-16B-10 | 以軍官方愛稱為「鷹」                                                    |
| Peace Marble V           | 以色列                      | 2004–2009 | (102) 102 F-16D-52                                                       | 全部出廠時裝有以色列自製電戰模組，以軍官方愛稱為F-16I「風暴」           |
| Peace Naresuan I         | 泰國                        | 1988      | (12) 8 F-16A-15OCU, 4 F-16B-15OCU                                        |                                                                         |
| Peace Naresuan II        | 泰國                        | 1990–1991 | (6) 6 F-16A-15OCU                                                        |                                                                         |
| Peace Naresuan III       | 泰國                        | 1995–1996 | (18) 12 F-16A-15OCU, 6 F-16B-15OCU                                       |                                                                         |
| Peace Naresuan IV        | 泰國                        | 2002–2003 | (18) 15 F-16A-15ADF, 1 F-16B-15ADF, 2 F-16A-10OCU                        |                                                                         |
| Peace Onyx I             | 土耳其                      | 1987–1995 | (160) 34 F-16C-30, 9 F-16D-30, 102 F-16C-40, 15 F-16D-40                 |                                                                         |
| Peace Onyx II            | 土耳其                      | 1996–1997 | (40) 34 F-16C-50, 6 F-16D-50                                             |                                                                         |
| Peace Onyx III           | 土耳其                      | 1998–1999 | (40) 26 F-16C-50, 14 F-16D-50                                            |                                                                         |
| Peace Onyx IV            | 土耳其                      | 2010–2011 | (30) 16 F-16C-50+, 14 F-16D-50+                                          |                                                                         |
|                          | 土耳其                      | 未定      | (40) 32 F-16C-70, 8 F-16D-70                                             |                                                                         |
| Peace Puma               | 智利                        | 2006      | (10) 6 F-16C-50+, 4 F-16D-50+                                            |                                                                         |
| Peace Sky                | 波蘭                        | 2006–2009 | (48) 36 F-16C-52, 12 F-16D-52                                            | 波軍官方愛稱為「蒼鷹」                                                  |
| Peace Vector I           | 埃及                        | 1982–1985 | (42) 34 F-16A-15, 8 F-16B-15                                             |                                                                         |
| Peace Vector II          | 埃及                        | 1986–1988 | (40) 34 F-16C-32, 6 F-16D-32                                             |                                                                         |
| Peace Vector III         | 埃及                        | 1991–1995 | (47) 35 F-16C-40, 12 F-16D-40                                            |                                                                         |
| Peace Vector IV          | 埃及                        | 1994–1995 | (46) 34 F-16C-40, 12 F-16D-40                                            |                                                                         |
| Peace Vector V           | 埃及                        | 1999–2000 | (21) 21 F-16C-40                                                         |                                                                         |
| Peace Vector VI          | 埃及                        | 2001–2002 | (24) 12 F-16C-40, 12 F-16D-40                                            |                                                                         |
| Peace Vector VII         | 埃及                        | 2013–2015 | (20) 16 F-16C-50/52，4 F-16D-50/52                                       | 因埃及局勢不穩，自第五架起延遲兩年交付                                  |
| Peace Xenia I            | 希腊                        | 1989–1990 | (40) 34 F-16C-30, 6 F-16D-30                                             |                                                                         |
| Peace Xenia II           | 希腊                        | 1997–1998 | (40) 32 F-16C-50, 8 F-16D-50                                             |                                                                         |
| Peace Xenia III          | 希腊                        | 2002–2004 | (60) 40 F-16C-52, 20 F-16D-52                                            |                                                                         |
| Peace Xenia IV           | 希腊                        | 2009–2010 | (30) 20 F-16C-52, 10 F-16D-52                                            |                                                                         |
| Peace Zebra              | 伊朗                        | 禁運      | (160)                                                                    | 因巴列維政權於1979年倒台而被禁運及取消訂單                              |
|                          | 保加利亚                    | 未定      | (8) 4 F-16C-70, 4 F-16D-70                                               |                                                                         |
|                          | 斯洛伐克                    | 未定      | (14) 14 F-16C/D-70                                                       |                                                                         |
|                          | 摩洛哥                      | 未定      | (25) 25 F-16C/D-72                                                       |                                                                         |
| （不詳）                 | 伊拉克                      | 2014–2015 | (18) 12 F-16C-52，6 F-16D-52                                             | 先进技术限制版本，名為F-16IQ，不具備使用包括AIM-120等新式武器功能       |
| （不詳）                 | 伊拉克                      | 2016–2019 | (18) 16 F-16C-52，2 F-16D-52                                             | 先进技术限制版本，名為F-16IQ，不具備使用包括AIM-120等新式武器功能       |

### 美軍直接交付的F-16各型號&批次與使用國
| 型號&批次   | 國別       | 交付時間  | 產量 | 備註                                         |
| ----------- | ---------- | --------- | ---- | -------------------------------------------- |
| F-16A-1     | 美国       | 1978–1979 | 21   |                                              |
| F-16A-1     | 比利时     | 1979–1980 | 17   |                                              |
| F-16A-1     | 荷蘭       | 1979–1980 | 12   |                                              |
| F-16A-1     | 丹麦       | 1980–1983 | 3    |                                              |
| F-16A-1     | 挪威       | 1980      | 3    |                                              |
| F-16A-1     | 以色列     | 1994      | 3    | 美國空軍剩餘國防物資                         |
| F-16A-5     | 美国       | 1979–1980 | 46   |                                              |
| F-16A-5     | 比利时     | 1980–1981 | 8    |                                              |
| F-16A-5     | 荷蘭       | 1980–1981 | 14   |                                              |
| F-16A-5     | 丹麦       | 1980–1981 | 12   |                                              |
| F-16A-5     | 挪威       | 1980–1981 | 10   |                                              |
| F-16A-5     | 以色列     | 1980–1994 | 19   | 1架為美國空軍剩餘國防物資                    |
| F-16A-10    | 美国       | 1980–1981 | 188  |                                              |
| F-16A-10    | 以色列     | 1980–1994 | 72   | 32架為美國空軍剩餘國防物資                   |
| F-16A-10    | 比利时     | 1981–1982 | 30   |                                              |
| F-16A-10    | 荷蘭       | 1981–1982 | 20   |                                              |
| F-16A-10    | 丹麦       | 1981–1982 | 15   |                                              |
| F-16A-10    | 挪威       | 1981–1982 | 15   |                                              |
| F-16A-10    | 義大利     | 2003–2004 | 4    | 美國空軍剩餘國防物資                         |
| F-16A-10OCU | 泰國       | 2002      | 2    | 美國空軍剩餘國防物資（零件機）               |
| F-16A-15    | 以色列     | 1980–1981 | 9    |                                              |
| F-16A-15    | 美国       | 1981–1985 | 409  |                                              |
| F-16A-15    | 埃及       | 1982–1985 | 34   |                                              |
| F-16A-15    | 荷蘭       | 1982–1987 | 84   |                                              |
| F-16A-15    | 挪威       | 1982–1984 | 32   |                                              |
| F-16A-15    | 委內瑞拉   | 1982–1984 | 18   |                                              |
| F-16A-15    | 比利时     | 1983–1985 | 41   |                                              |
| F-16A-15    | 丹麦       | 1983–1997 | 30   | 6架美國空軍剩餘國防物資                      |
| F-16A-15    | 巴基斯坦   | 1983–1987 | 28   |                                              |
| F-16A-15    | 美国       | 1991      | 1    | 美國空軍剩餘國防物資，美國國家航空暨太空總署 |
| F-16A-15    | 葡萄牙     | 1999      | 21   | 美國空軍剩餘國防物資                         |
| F-16A-15ADF | 美国       | 1989–1992 | 226  | F-16A Block 15升級版                         |
| F-16A-15ADF | 约旦       | 1997–2003 | 24   | 美國空軍剩餘國防物資                         |
| F-16A-15ADF | 泰國       | 2002–2003 | 15   | 美國空軍剩餘國防物資                         |
| F-16A-15ADF | 義大利     | 2003–2004 | 26   | 美國空軍剩餘國防物資                         |
| F-16A-15OCU | 荷蘭       | 1987–1992 | 47   |                                              |
| F-16A-15OCU | 比利时     | 1988–1991 | 40   |                                              |
| F-16A-15OCU | 新加坡     | 1988      | 4    |                                              |
| F-16A-15OCU | 泰國       | 1988–1996 | 26   |                                              |
| F-16A-15OCU | 印度尼西亞 | 1989–1990 | 8    |                                              |
| F-16A-15OCU | 巴基斯坦   | 禁運      | 13   | 轉而交付美國空軍和海軍                       |
| F-16A-15OCU | 葡萄牙     | 1994      | 17   |                                              |
| F-16A-15OCU | 美国       | 2003      | 5    | 因巴基斯坦遭禁運而轉移                       |
| F-16A-15OCU | 美国       | 2003      | 8    | USN，因巴基斯坦遭禁運而轉移                  |
| F-16A-20    | 中華民國   | 1997–2001 | 120  |                                              |
| F-16A-FSD   | 美国       | 1976–1978 | 6    | Full-scale development aircraft              |
| F-16 AFTI   | 美国       | 1980–2001 | 1    | NASA                                         |
| F-16B-1     | 美国       | 1978–1979 | 22   |                                              |
| F-16B-1     | 比利时     | 1979–1980 | 6    |                                              |
| F-16B-1     | 荷蘭       | 1979–1980 | 6    |                                              |
| F-16B-1     | 丹麦       | 1980      | 2    |                                              |
| F-16B-1     | 挪威       | 1980      | 2    |                                              |
| F-16B-1     | 以色列     | 1994      | 2    | 美國空軍剩餘國防物資                         |
| F-16B-5     | 美国       | 1979–1980 | 27   |                                              |
| F-16B-5     | 比利时     | 1980–1981 | 4    |                                              |
| F-16B-5     | 荷蘭       | 1980–1981 | 2    |                                              |
| F-16B-5     | 挪威       | 1980–1981 | 2    |                                              |
| F-16B-5     | 丹麦       | 1981      | 3    |                                              |
| F-16B-5     | 以色列     | 1994      | 15   | 7架為美國空軍剩餘國防物資                    |
| F-16B-10    | 美国       | 1980–1981 | 25   |                                              |
| F-16B-10    | 比利时     | 1981–1982 | 2    |                                              |
| F-16B-10    | 丹麦       | 1981–1997 | 4    | 1架為美國空軍剩餘國防物資                    |
| F-16B-10    | 荷蘭       | 1981–1982 | 20   |                                              |
| F-16B-10    | 挪威       | 1981–1982 | 3    |                                              |
| F-16B-10    | 以色列     | 1994      | 5    | 美國空軍剩餘國防物資                         |
| F-16B-15    | 美国       | 1981–1985 | 48   |                                              |
| F-16B-15    | 比利时     | 1982–1983 | 8    |                                              |
| F-16B-15    | 埃及       | 1982–1985 | 8    |                                              |
| F-16B-15    | 荷蘭       | 1982–1987 | 18   |                                              |
| F-16B-15    | 挪威       | 1982–1983 | 5    |                                              |
| F-16B-15    | 委內瑞拉   | 1982–1984 | 6    |                                              |
| F-16B-15    | 丹麦       | 1983      | 8    |                                              |
| F-16B-15    | 巴基斯坦   | 1983–1987 | 12   |                                              |
| F-16B-15    | 葡萄牙     | 1999      | 4    | 美國空軍剩餘國防物資                         |
| F-16B-15ADF | 美国       | 1989–1992 | 25   | F-16B Block 15升級版                         |
| F-16B-15ADF | 约旦       | 1997–2003 | 9    | 美國空軍剩餘國防物資                         |
| F-16B-15ADF | 泰國       | 2002      | 1    | 美國空軍剩餘國防物資                         |
| F-16B-15ADF | 義大利     | 2003–2004 | 4    | 美國空軍剩餘國防物資                         |
| F-16B-15OCU | 荷蘭       | 1988–1989 | 5    |                                              |
| F-16B-15OCU | 新加坡     | 1988      | 4    |                                              |
| F-16B-15OCU | 泰國       | 1988–1995 | 10   |                                              |
| F-16B-15OCU | 比利时     | 1989–1990 | 4    |                                              |
| F-16B-15OCU | 印度尼西亞 | 1989–1990 | 4    |                                              |
| F-16B-15OCU | 挪威       | 1989      | 2    |                                              |
| F-16B-15OCU | 巴基斯坦   | 禁運      | 15   | 轉而交付美國空軍和海軍                       |
| F-16B-15OCU | 挪威       | 1994      | 3    |                                              |
| F-16B-15OCU | 美国       | 2003      | 9    | 因巴基斯坦遭禁運而轉移                       |
| F-16B-15OCU | 美国       | 2003      | 6    | 美國海軍，因巴基斯坦遭禁運而轉移             |
| F-16B-20    | 中華民國   | 1997–2001 | 30   |                                              |
| F-16B-FSD   | 美国       | 1977–1978 | 2    | Full-scale development aircraft              |
| F-16C-25    | 美国       | 1984–1986 | 209  |                                              |
| F-16C-30    | 美国       | 1986–1989 | 359  |                                              |
| F-16C-30    | 以色列     | 1986–1987 | 51   |                                              |
| F-16C-30    | 土耳其     | 1987–1990 | 34   |                                              |
| F-16C-30    | 希腊       | 1989–1990 | 34   |                                              |
| F-16C-32    | 埃及       | 1986–1988 | 34   |                                              |
| F-16C-32    | 大韓民國   | 1986–1992 | 30   |                                              |
| F-16C-32    | 美国       | 1987–1989 | 57   |                                              |
| F-16C-40    | 美国       | 1988–1992 | 232  |                                              |
| F-16C-40    | 巴林       | 1990–2000 | 18   |                                              |
| F-16C-40    | 土耳其     | 1990–1995 | 102  |                                              |
| F-16C-40    | 埃及       | 1991–2002 | 102  |                                              |
| F-16C-40    | 以色列     | 1991–1993 | 30   |                                              |
| F-16C-42    | 美国       | 1989–1992 | 152  |                                              |
| F-16C-50    | 美国       | 1991–2004 | 186  |                                              |
| F-16C-50    | 土耳其     | 1996–1999 | 50   |                                              |
| F-16C-50    | 希腊       | 1997–1998 | 32   |                                              |
| F-16C-50    | 阿曼       | 2005–2006 | 8    |                                              |
| F-16C-50    | 智利       | 2006      | 6    |                                              |
| F-16C-52    | 美国       | 1992–1996 | 41   |                                              |
| F-16C-52    | 大韓民國   | 1994–2004 | 94   | 韓國戰鬥機項目，授權生產                     |
| F-16C-52    | 新加坡     | 1998–2002 | 26   |                                              |
| F-16C-52    | 希腊       | 2002–2004 | 40   |                                              |
| F-16C-52    | 波蘭       | 2006–2009 | 36   |                                              |
| F-16C-52    | 希腊       | 2009–2010 | 20   |                                              |
| F-16C-70    | 中華民國   | 2023–2026 | 56   |                                              |
| F-16D-25    | 美国       | 1984–1986 | 35   |                                              |
| F-16D-30    | 美国       | 1986–1989 | 48   |                                              |
| F-16D-30    | 以色列     | 1987–1988 | 24   |                                              |
| F-16D-30    | 土耳其     | 1987–1989 | 9    |                                              |
| F-16D-30    | 希腊       | 1997–1998 | 8    |                                              |
| F-16D-32    | 埃及       | 1986–1987 | 6    |                                              |
| F-16D-32    | 大韓民國   | 1986–1992 | 10   |                                              |
| F-16D-32    | 美国       | 1987–1989 | 5    |                                              |
| F-16D-40    | 美国       | 1989–1992 | 34   |                                              |
| F-16D-40    | 巴林       | 1990      | 4    |                                              |
| F-16D-40    | 土耳其     | 1990–1994 | 15   |                                              |
| F-16D-40    | 埃及       | 1991–2002 | 36   |                                              |
| F-16D-40    | 以色列     | 1991–1993 | 30   |                                              |
| F-16D-42    | 美国       | 1989–1992 | 54   |                                              |
| F-16D-50    | 美国       | 1992–1994 | 28   |                                              |
| F-16D-50    | 土耳其     | 1996–1999 | 20   |                                              |
| F-16D-50    | 希腊       | 1997–1998 | 32   |                                              |
| F-16D-50    | 阿曼       | 2005–2006 | 4    |                                              |
| F-16D-50    | 智利       | 2006      | 4    |                                              |
| F-16D-52    | 美国       | 1992–1994 | 12   |                                              |
| F-16D-52    | 大韓民國   | 1994–2004 | 46   | Korean Fighter Program，授權生產             |
| F-16D-52    | 新加坡     | 1998–2004 | 36   |                                              |
| F-16D-52    | 巴基斯坦   | 2010      | 18   |                                              |
| F-16D-52    | 希腊       | 2002–2004 | 20   |                                              |
| F-16D-52    | 以色列     | 2004–2009 | 102  |                                              |
| F-16D-52    | 波蘭       | 2006–2009 | 12   |                                              |
| F-16D-52    | 希腊       | 2009–2010 | 10   |                                              |
| F-16D-70    | 中華民國   | 2023–2026 | 10   |                                              |
| F-16E-60    | 阿联酋     | 2004–2006 | 55   |                                              |
| F-16F-60    | 阿联酋     | 2003–2006 | 25   |                                              |
| F-16N-30    | 美国       | 1987–1988 | 22   | 美國海軍                                     |
| F-16XL/A    | 美国       | 1998–1999 | 1    | 美國國家航空暨太空總署                       |
| F-16XL/B    | 美国       | 1998–1999 | 1    | 美國國家航空暨太空總署                       |
| TF-16N-30   | 美国       | 1987–1988 | 4    | 美國海軍                                     |
| YF-16A      | 美国       | 1974      | 2    | 原型機                                       |

## 事故

雷鳥表演隊墜機前彈射一刻

1979年至2020年F-16共發生超過700起的機身事故。

## F-16技术数据

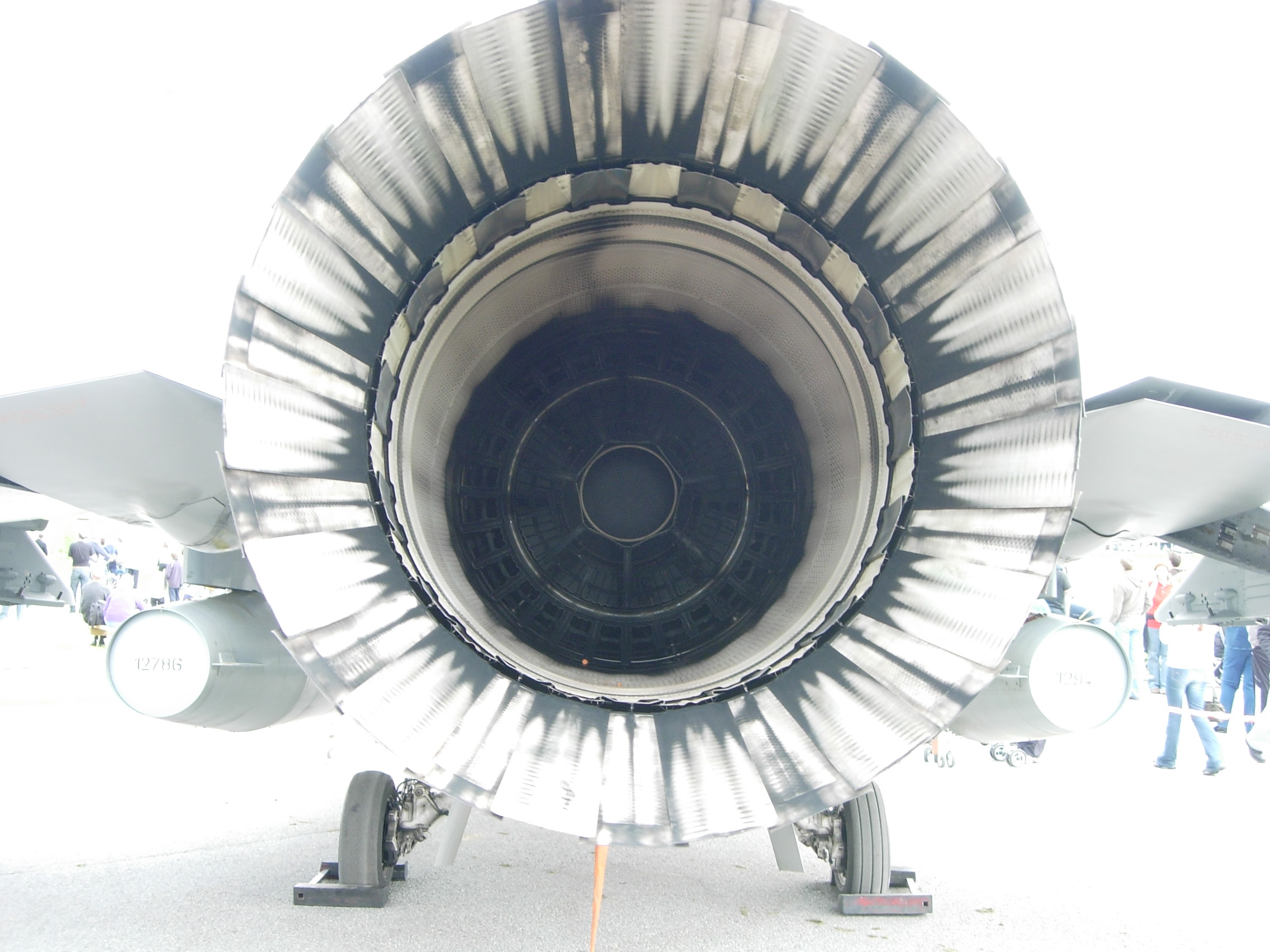
F-16引擎噴口

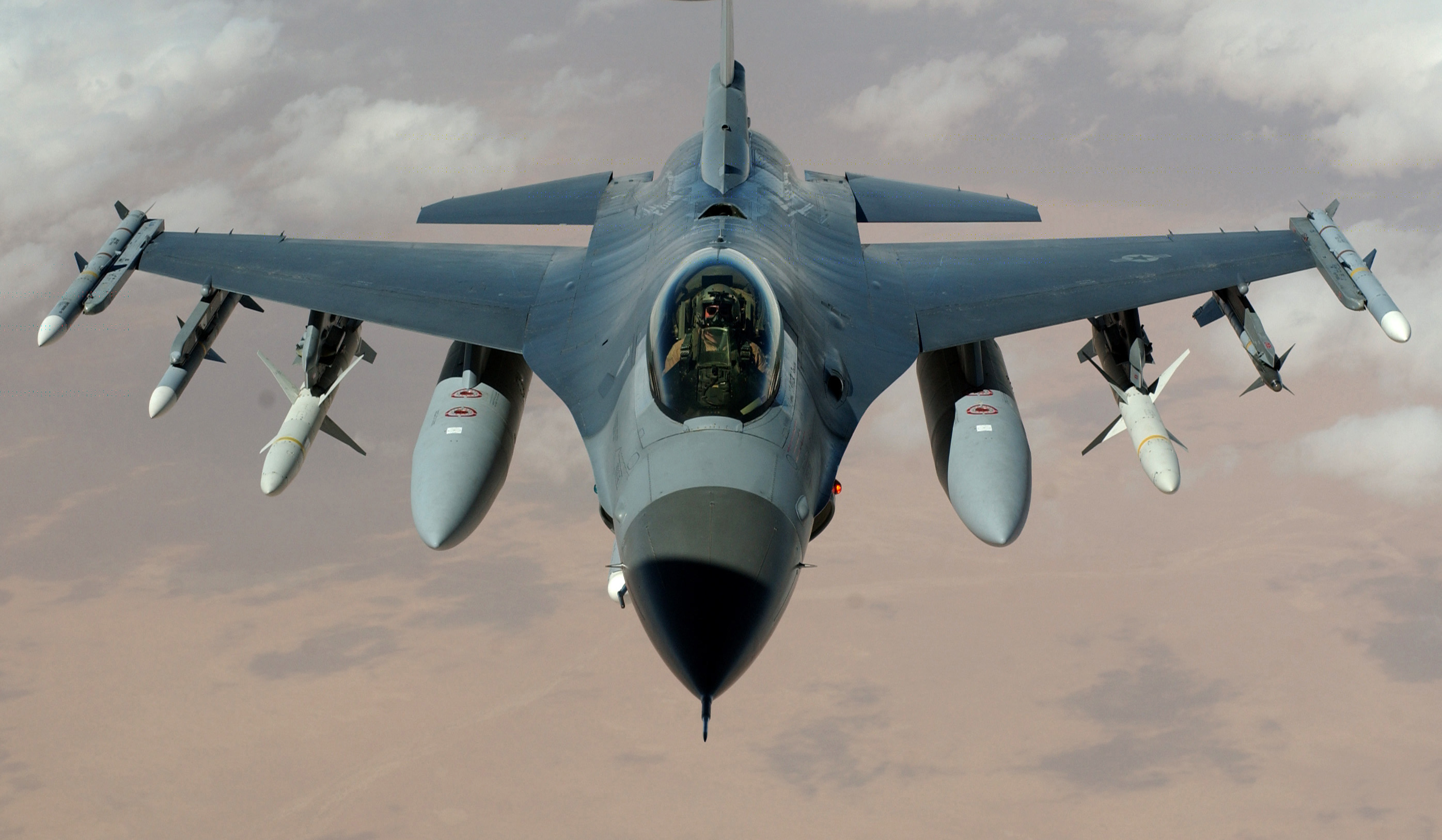
於伊拉克上空飛行的F-16使用反輻射武裝掛載

### 單位成本
- F-16A/B：1,460萬美元（1992年）
- F-16C/D：1,880萬美元（1998年）
- F-16E/F：2,690萬美元（2005年）
- F-16C/D-70：1.21億美元（2019年）[釋注 2]

### 飛機外型與發動機
- 乘員： 1 (A/C/E), 2 (B/D/F)
- 長度： 47 英尺 8 英吋（15.02 公尺）
- 翼展： 31 英尺（9.45 公尺）
- 高度： 16 英尺 8 英吋（5.09 公尺）
- 翼面積： 300 平方英尺（27.87 平方公尺）
- 空重： 18,900 磅（8,573 公斤）
- 一般起飛重量： 26,500 磅（12,020 公斤）
- 最大起飛重量： 42,300 磅（19,187 公斤）
- 發動機：
  - F-16A/B：
    - 批次 1/5/10/15： 普惠 F100-PW-200渦輪扇發動機，軍用推力14,670磅（64.9 kN），最大推力23,830磅（106.0 kN）
    - 批次 15OCU/20： 普惠 F100-PW-220渦輪扇發動機，軍用推力14,590磅（64.9 kN），最大推力23,770磅（105.7 kN）

  - F-16C/D：
    - 批次 25/32/42： 普惠 F100-PW-220E渦輪扇發動機，軍用推力14,590磅（64.9 kN），最大推力23,770磅（105.7 kN）
    - 批次 30/40： 奇異 F110-GE-100渦輪扇發動機，軍用推力17,155磅（76.3 kN），最大推力28,984磅（128.9 kN）
    - 批次 50/70： 奇異 F110-GE-129渦輪扇發動機，軍用推力17,155磅（76.3 kN），最大推力29,588磅（131.5 kN）
    - 批次 52/72： 普惠 F100-PW-229渦輪扇發動機，軍用推力17,000磅（75.6 kN），最大推力29,160磅（129.6 kN）    

  - F-16E/F
    - 批次 60：奇異 F110-GE-132渦輪扇發動機，軍用推力19,000磅（84.5 kN），最大推力32,500磅（144.6 kN）

### 飛行性能
- 最大速度： 2,178 公里／時（2.05馬赫）
- 作戰半徑： 562.5 英哩（900 公里）
- 最大升限： 60,000 英呎（18,300 公尺，数据来源自F-16C HAF操作手册，图表A8-2，在60000英尺仍然维持着500英尺/分的爬升率）
- 爬升率： >72,000 英尺／分（366 公尺／秒，数据来源自F-16C HAF操作手册，图表B8-37，在4.2G转弯中仍然能维持1200英尺/秒的爬升率，因而直线爬升率必然更高）
- 横滚速率： 324度／秒
- 最大持续机动过载： 9g
- 最大瞬时机动过载： 9g
- 翼負荷： 53磅／平方英尺（260公斤／平方公尺）
- 推重比： >1.2:1

### 武器裝備
- 機槍： M61A2 20毫米火神炮
- 火箭：
  - 4x LAU-61／LAU-68火箭莢艙（每個含19x／7x Hydra 70毫米火箭彈或APKWS II導引火箭）
  - 4x LAU-5003火箭莢艙（每個含19x CRV7 70毫米火箭彈）
  - 4x LAU-10火箭莢艙（每個含4x 127毫米祖尼火箭）
- 飛彈：
  - 空對空： AIM-7麻雀飛彈、AIM-9響尾蛇飛彈、AIM-120先進中程空對空飛彈
  - 空對地： AGM-45百舌鳥飛彈、AGM-65小牛飛彈、AGM-88高速反輻射飛彈、AGM-158聯合空對地距外飛彈、AGM-84H/K增程型防區外對地攻擊飛彈
  - 反艦： AGM-84魚叉飛彈、AGM-119企鵝飛彈
- 炸彈： CBU-87（英语：CBU-87 Combined Effects Munition）集束炸彈、CBU-89（英语：GATOR mine system）集束炸彈、CBU-97、鋪路系列激光制導炸彈、JDAM、Mk 80系列炸彈、B-61戰術核子彈、AGM-154C聯合距外武器

## 流行文化
藍色霹靂號

### 相似可比較的機種
- 法國：幻象2000戰鬥機
- 中華人民共和國：歼-10
- 俄羅斯：米格-29
- 法國：阵风戰鬥機
- 歐洲：颱风戰鬥機
- 美國：F/A-18

### 其他
- 美國空軍
- AN/ALE-47反制灑佈器
- AN/ALE-50拖曳誘餌系統
- AGM-119企鵝反艦飛彈
- 美國空軍雷鳥飛行表演隊

## 備註
1. ↑  美國稱為F-16N，因結構裂縫因素服役期頗短
2. ↑  註：2019年售中華民國空軍價格，DSCA公告總採購項目價格80億美元，包含66架機體、發動機、航電、各式彈藥及相關後勤等

## 外部連結
- F-16.net（页面存档备份，存于） 擁有許多最新有關F-16的訊息與資料
- FAS（页面存档备份，存于） F-16的武器
- F-16 Block20戰鬥機圖文解析  AirForceWorld.com
- 以色列F-6I簡介